# 沙月恵奈
沙月 恵奈（さつき えな、1999年6月11日 -）は、日本のAV女優。LINX所属。

## 略歴
2020年9月、配信特化型AVメーカーFALENOのレーベル「FALENOstar」専属女優としてAVデビュー。所属事務所はLINX。
2021年1月に、初のイメージビデオ、また3月には初のヘアヌード写真集を発売。3月には、公式YouTubeチャンネル「えなちゅーーぶ!!」を開設した。
同年10月より、専属を離れ企画単体女優に転向。2022年1月にレズ解禁後、同年8月まで月に20作品から25作品ほど撮影していた。
2022年8月27日、バイブバーで初イベントを開催。9月2日にはHHHグループによる「トリプルHAPPYキャンペーン2022」キャンペーンガール就任。
2023年5月に発表されたアサヒ芸能「2023現役AV女優SEXY総選挙」第47位。
2024年2月、12週FANZA通販フロアランキングにおいて、出演した『MOODYZファン感謝祭 バコバコバスツアー2024 AV男優発掘 & 育成スペシャル!! AV男優を目指す素人16名とAV女優16名の1泊2日大乱交ツアー!』が初登場1位となった。
FANZA動画フロア2024年5月度月間AV女優ランキングにおいて、8位ランクイン。以後、6月度は2か月連続で8位、7月度は5位、8月度は10位、9月度は8位、10月度は7位となった。2025年1月の夕刊フジでは「上位がほとんど専属女優という中で企画単体女優として健闘」。「業界では〝天才えなち〟と呼ばれ、制作側の意図を的確に把握するセクシータレント能力」があり、「エロ幅もAF、緊縛、レズ解禁でさらに拡大。もはや〝キカタンの女王〟」と論評された。
ジーオーティー『月刊FANZA』2025年4月号で発表された「FANZA2024年下半期女優ランキング」で8位。FANZA動画フロア2025年1月度月間AV女優ランキングでは7位となる。以後、4月度は9位、5月度は7位となった。
2025年7月7日週FANZA動画フロアランキングにて、出演VR作品『【同窓会で帰省した幼馴染10人が僕とお見合い大作戦! ～女だらけの田舎村で僕1人を奪い合う超ハーレム中出し大乱交～』（本中）が初登場10位にランクイン。
FANZA動画フロア7月度月間女優ランキングで5位となる。

## 人物
千葉県出身。趣味はテレビゲーム、アニメ、漫画、最近ではヨガやピラティス、ボルダリング、特技は麻雀の盲牌（白と一筒のみ）、どこでも寝られること。2022年のインタビューでは日頃の趣味に「パチンコして競馬をして、麻雀をやってポーカーをやって、夜はお酒を飲んで寝る」と答えており、インタビュアーに「おじさんの休日」とツッコまれている。
初めての自慰は12・13歳頃に兄のエロ本を見ながらした。また、中高生のときに彼氏がおらず、初体験は20歳で初めて出来た年上の彼氏と経験した。『週刊プレイボーイ』のインタビューで、デビューまでのプライベートでの経験人数は3人、エッチした最高齢は50歳前半と答えている。
デビューのきっかけとして、元々人に見られるのが好きで、プライベートでハメ撮りをしており、もっと色々な人に見てもらえたら興奮するんじゃないかと思ったこと、またアダルトチャットに参加している時に事務所の方にアドバイスをもらったことを挙げている。ただし、当初は専属期間のみで辞めるつもりであった。
デビュー前からAVを見ており、（女性が施術を受ける側の）エステ系作品を好んで見ていた。憧れのAV女優は相沢みなみ。（特に夏季は）自宅で裸で過ごしているため、裸身のままでいることに抵抗感が無く、撮影の現場でもつい裸身のままで行動してしまい、監督やスタッフから注意を受けることがある。淫語プレイの作品では、妹系淫語プレイが新鮮な印象で、かわいい淫語を心がけた。
AV監督の矢澤レシーブからは「戦闘員のような（自分でグイグイ行く）女優」と評されている。夕刊フジのコラムでは「万人受けするタイプで、オヤジキラー資質アリ」と評された。「天才えなち」「すごく天才」の愛称も持つ。アドリブ力を評価されることも多く、2024年の月刊FANZAでは「メーカー人気シリーズ作への出演で、シリーズ代表作と言わしめるものに仕上げるだけの実績」と論評された。
2023年以降はアナル作品にも挑戦、2025年に緊縛、SM作品を解禁とハードプレイにも挑んでいるが「できそうだから断らなかった感じ」と述べており、ジャンルレスに活動。また、キカタン女優転向後の早い時期からレズも解禁しており、解禁後は数多くのレズ作品にも出演し、2025年時点では初レズの女優から相手役として指名を貰ったり、プライベートでも仲が良い竹内有紀の依頼を貰うまでになっている。

## 作品

### アダルトビデオ

#### FALENO star専属期間
FALENOは『配信特化型AVメーカー』というコンセプトのメーカーのため、配信日も併記する。
- 新人 めっちゃ人懐っこいフレッシュ女子大生 AVDEBUT 沙月恵奈（9月29日配信・10月22日発売、FSDSS-117）
- スローピストンからのマッハピストン!!! 終われない初イキ3本番! 沙月恵奈（10月28日配信・11月26日発売、FSDSS-131）
- 頭から足の先まで全身リップするスーパーご奉仕メイド 沙月恵奈（11月28日配信・12月24日発売、FSDSS-147）
- ラブラブホールドで甘えんぼ淫語 沙月恵奈（12月10日配信 (Vol.1)・12月24日配信 (Vol.2)・2021年1月21日発売、FSDSS-157）[38]

- よだれだっらぁ♡ 制服美少女のねっちょり口づけ唾液セックス 沙月恵奈（1月12日配信 (Vol.1)・1月27日配信 (Vol.2)・2月25日発売、FSDSS-174）
- ウーマ●イザー一ヵ月禁止! 禁欲焦らしから一気に超アクメさせる1000本ノックSEX 沙月恵奈（2月10配信日 (Vol.1)・2月24日配信 (Vol.2)・3月25日発売、FSDSS-190）[39]
- 隣に住む大嫌いなオジサンに舐め犯されたオヤジ経験ゼロ女子大生 沙月恵奈（3月10日配信 (Vol.1)・3月24日配信 (Vol.2)・4月8日発売、FSDSS-206）
- ねっとりオイルで睾丸揉みほぐしマッサージエステ 沙月恵奈（4月19日配信・5月20日発売、FSDSS-228 ）
- 常に食い込むTバック&Tフロントでパノラマビュー誘惑してくる真面目なムッツリ女子○生 沙月恵奈（5月23日配信・6月24日発売、FSDSS-246）
- W小悪魔責め ずぅ〜っと舐めじゃくり全身リップ ハーレム逆3P 沙月恵奈 川北メイサ（6月27日配信・7月22日発売、FSDSS-262）
- 死ぬほど大好きだった恩師に裏切られ、何度も何度も犯され続けています…（7月25日配信・8月26日発売、FSDSS-277）
- 相部屋NTR 既婚者の男上司をチクビ責めで完堕ちさせる肉食痴女OL（8月29日配信・9月23日発売、FSDSS-292）
- 沙月恵奈FALENO専属初ベスト8時間 何度もイキまくりチ〇ポを求め続けた18本番（10月5日配信・11月11日発売、FCDSS-018）※単体ベスト

#### 企画単体女優期間
- 美大生の天真爛漫娘 沙月恵奈（10月1日、NACR-469、プラネットプラス/七狗留）[40]
- 「擦りつけただけでイッちゃうの!? …だったら私が特訓してあげるね」 彼女のゴン攻めフェラチオで早漏改善しちゃったボク（10月1日、DOCP-322、DOC）
- 小悪魔挑発美少女 沙月恵奈（10月5日、MMUS-057、MARRION）
- 完全プライベート映像 天真爛マンアイドル級お元気娘 沙月恵奈ちゃんと初めての二人きりお泊まり 沙月恵奈（10月5日、PKPL-010、パコパコ団とゆかいな仲間たち/妄想族）
- 寝取らせ検証『綺麗な裸を残しておきたい』メモリアルヌード撮影で共演した夫よりも若いモデルの他人棒を見て愛液を垂らした妻はその後、SEXしてしまうのか? VOL.13（10月7日、HAWA-261、コスモス映像）
- 学生時代のセクハラ教師とデリヘルで偶然の再会―。その日から言いなり性処理ペットにさせられて…。 沙月恵奈（10月12日、JUL-740、マドンナ）
- 本気イキ!! 恵奈がハマる禁断オイルエステ 感度上昇の痙攣イク! イク! イク! 絶頂フルコースでイキよがり狂うSEX 沙月恵奈（10月19日、FOCS-025、FOCUS/妄想族）
- お兄ちゃん大大大好きな妹がノーブラパンチラ誘惑してきてエッチしよ!と迫ってくるから困った件。美味しそうなカラダに成長したでしょ?! 沙月恵奈（10月21日、SW-807、SWITCH）
- マジックミラー号 エステティシャン限定「睾丸マッサージ」してくれませんか? 勃起不全で困っている男性の金玉を丁寧に揉みほぐしてくれた心優しい素人娘4名収録 2（10月21日、SDMM-098、SODクリエイト）
- 雨に濡れ透けた巨乳の妹に欲情した兄の近親相姦（10月22日、T28-606、TMA）
- 10回イッたら中出し解禁!! 不安9割、好奇心1割の早漏イクイク美少女 初めてのナマ中出し 沙月恵奈（10月26日、HMN-064、本中）[41]
- 「貴方の射精が私の幸せ!」 愛嬌たっぷりの無邪気なEカップ制服美少女と先生のラブホお籠りハメ撮り 沙月恵奈（10月26日、APKH-189、オーロラプロジェクト・アネックス）
- 若い女サイコー ナイトプールで見つけたEカップ水着ギャル ノリがめちゃ若い「えっ、やば! ナンパとか古くさくてウケるwww」 速攻、部屋に連れ込みパコパコ 女子大生と生ハメSEX ムチっとEカップ女子大生さなピー（11月2日、NNPJ-477、ナンパJAPAN）
- 沙月恵奈 エビ反り痙攣!! 連続アヘ狂い!! あまりの快感に感涙!! 大悶絶ポルチオ調教セックス（11月9日、EKDV-669、クリスタル映像）
- このカメラ好きに使ってください! 素人カップルの愛あるハメ撮り素材を大量GET出来たのでバレるまで発売しちゃいます。（11月11日、YARI-002、ヤリマン★ビッチーズ）
- 拘束絶頂 ～身動きが取れない状況で痙攣イキするえっちなオマ○コ 沙月恵奈（11月16日、MXGS-1211、MAXING）
- 【ハメログ】沙月恵奈ちゃんにお酒を飲ませたらヤリマンオーラが全開だったのでそのままハメ撮りしちゃいました!（11月16日、TIKP-063、チキチキカマー/妄想族）
- 催眠イラマチオ 沙月恵奈（11月23日、DASD-943、ダスッ!）
- 10年ぶりに再会した幼なじみ（両想い）、お互い好きって言えずに肉体関係を重ねている純愛セックス 沙月恵奈（11月23日、HOMA-111、h.m.p DORAMA）
- 一人暮らしを始めた弟の部屋に通う巨乳姉との近親相姦性交（11月26日、T28-608、TMA）
- はだかの家政婦 全裸家政婦紹介所 沙月恵奈（12月1日、HDKA-246、プラネットプラス/裸婦趣向）
- 彼女の妹（地味・人見知り・セックス興味無し）をキメセクにどっぷり溺れさせて絶頂しまくり中出し肉便器に仕上げた 沙月恵奈（12月7日、WAAA-121、ワンズファクトリー）
- 令嬢調教 孕むまで終わらない… 懐妊までの地獄の30日間 沙月恵奈（12月14日、APNS-266、オーロラプロジェクト・アネックス）
- かなりのヤリマン紹介します。えなち22才（12月14日、RKI-620、ROOKIE）
- 最高級美少女中出しソープ 沙月恵奈（12月23日、IENF-183、アイエナジー）
- 禁欲精飲 お互いオナ禁しあって… 月イチで会うセフレに精子が尽きるまでひたすら飲ませたい（12月23日、SUN-040、SUN）
- 下卑た小父様たちに輪されるって蕩けちゃう…。 沙月恵奈（12月28日、APNS-268、オーロラプロジェクト・アネックス）

- バイト先で新入りのオジサンに犯された先輩女子大生 沙月恵奈（1月4日、SHKD-982、アタッカーズ）
- 絶対パンチラ! 常に挑発しながら抜いてくる小悪魔美少女3人組 さつき芽衣 白桃はな 沙月恵奈（1月4日、MMUS-060、MARRION）
- いもうとケータリングサービス～プリケツ! 爆乳! 剛毛! 舞い降りた3人の天使たち～（1月4日、YMDD-258、桃太郎映像出版）
- 唾液に溺れる 全身舐めまくりレズビアン 沙月恵奈レズ解禁 辻井ほのか 佐伯由美香（1月11日、BBAN-357、ビビアン）
- 絶対お触りNGのメンズエステ嬢に意気消沈からの奇跡の大逆転勃起! 抜きNGの美人メンズエステ嬢はお金をチラつかせても触らせてもくれず嫌だと断られてしまう。しかし、抜きNGなのにギリギリを責めてくるから、つい勃起してしまうボクのチ○ポ! 断られたばかりなのに、ヤバい怒られる…と思っていたら「もう、しょうがないですね…」と不敵な笑みを見せつつ抜いてくれる小悪魔エステ孃。（1月11日、HUNTB-178、Hunter）
- クソ生意気なメスガキに淫語で煽られ亀頭を握られ敗北男潮吹かされる 沙月恵奈（1月18日、MIAA-569、MOODYZ）
- 進路の事で先生の家に呼ばれました… えなちゃん（1月22日、JUKF-077、JUMP）
- ノーブラおっぱいを押し付けてくるマセた巨乳義妹に童貞を奪われたボクが覚醒ピストンで連続中出し!（1月25日、HUNTB-191、Hunter）
- 格安シェアハウスの入居審査はチ○コ? 内見に行ったら入居者全員ヤリマン女子で入居審査という名の強制セックスでヤラれまくったボクは合格したみたいで強制入居! 24時間ヤラされまくって初日から精魂尽き果てました!（1月25日、HUNTB-194、Hunter）
- アナルのシワの数までハッキリわかる! ノーモザイク連続絶頂アナル見せオナニー 8（1月27日、IENF-190、アイエナジー）
- ミニスカJ○痴漢 短いスカートをめくってバックから犯りまくれ!（1月27日、NHDTB-562、ナチュラルハイ）
- 暴虐の奴隷市場 沙月恵奈（2月1日、RBK-037、アタッカーズ）
- 天真爛漫Eカップ、身体を焦らされイキまくり敏感エッチ 沙月恵奈（2月1日、SQTE-399、S-Cute）
- 顔出しMM号 女子大生限定 ザ・マジックミラー 初めての素股焦らされ体験! 素人娘にパンティ越しのデカチン先っぽ3cm挿入! 敏感なオマ○コの入り口だけをグリグリされて奥まで挿れて欲しくなっちゃったJDにズボっと生挿入! 子宮直撃激ピストンで連続のけぞりイキ!! 全員中出し!!（2月1日、DVDMS-766、DEEP'S）
- 沙月恵奈の神テクで5分以内に連続3発射できれば追撃ご褒美生中出しSEX!（2月8日、TYSF-002、ROYAL）
- バブみある恵奈ママは僕がただ生きてるだけでえらいえらいして褒めてくれるので、オギャって甘えて赤ちゃん返りSEX 沙月恵奈（2月8日、BABM-008、かぐや姫Pt/妄想族）[42][43]
- パンツにシミができるほど大興奮! 温泉旅館で妹にマッサージする事になって…。（2月8日、HUNTB-204、Hunter）
- コンドームが破れてまさかの生ハメ! 現役JDをガチナンパ! コンドームが破れるほどの超高速激ピストンで初イキ体験! そのまましれっと生中出し!（2月11日、SKMJ-255、赤面女子）
- 可愛い顔してデカ尻!! 沙月恵奈（2月15日、MMKZ-107、MARRION）
- 夫婦で挑戦! 波多野結衣の凄テクで夫が2回イカされたら妻が寝取られナマ中出しSEX!（2月15日、HJMO-487、はじめ企画）※主演は波多野結衣。沙月は「えな (23歳)」として出演。
- 猥褻BODYべろキス中毒 VI 沙月恵奈（2月22日、NITR-520、クリスタル映像）
- ヤリマン女子大生2人のパパ活数珠繋ぎ! 風俗店に突撃体験潜入! 全オプションOK 高額指名客を裏引きしてパパにする密着逆3P中出しソープ 沙月恵奈 川北メイサ（2月22日、HMN-128、本中）
- 『ダメだよ! ヤバいヤバい挿っちゃうよ! 初めては好きな人として…』 ヌルヌルでズボ! 超優しい巨乳姉と素股でうっかり生挿入 & 童貞喪失! 生中出し!（2月22日、HUNTB-218、Hunter）
- ウーハービッチ 第3弾 ～お好きな女性をお好きな時にお好きな場所で!～（3月1日、YMDD-266、桃太郎映像出版）
- ストーキング盗撮＃1 ～JD4名の性活覗き～（3月3日、STSK-020、素人39）
- 「私エッチ大好き過ぎて一緒に住む人がSEX好きじゃなかったらどうしようって心配してたんです!」 おはようからおやすみまでエッチを求めてくる義妹!（3月8日、HUNTB-226、Hunter）
- 清拭中にチクビを触られビクンビクン感じたら 看護師がまさかの痴女開眼で僕の乳首をコリコリ！レロレロ!! ちゅぱぱぱぱ!!!（3月10日、DANDY-802、DANDY）
- 「どうお尻の穴美味しい?」 ケツ穴ひん剥きアナルを舐めさせるデカ尻お姉さんのヒクヒク肛門誘惑! シワくっきり! 杭打ち騎乗位で中出し! 沙月恵奈（3月15日、MIAA-599、MOODYZ）
- 玄関あけたら下着姿で対応する女子大生に思わず勃起したらシャブられた（3月24日、DANDY-805、DANDY）
- 「オチンチン大きくなっちゃったから一緒にオナニーしよっか!?」 広告を見て小遣い欲しさでやって来た女の子に行っていた暴走行為 (3)  8名収録（3月26日、JUKF-81、JUMP）
- じゅるネチョ音とささやき淫語で耳からトロけるASMRメンズエステ 沙月恵奈（4月1日、EMSK-004、ワープエンタテインメント）[44][45]
- いちゃはこっ! Gカップ★美肌エロOLりあん & 笑顔可愛い性格SSS美少女★えな（4月1日、ICHK-006、SUKESUKE）
- 初恋の元カノがごっくん大好きちんしゃぶ狂い 中出しチ●ポも追撃フェラで即復活! 金玉カラカラになるまでハメ続けた同窓会の夜 沙月恵奈（4月5日、CAWD-361、kawaii*）
- いきなり街角拘束乳首トランスBDSM キミが身動きできないように拘束して乳首弄り倒してアゲル 倉本すみれ 沙月恵奈（4月5日、MIAA-605、MOODYZ）
- うちの兄貴のチ○ポ、マジ絶倫で気持ち良いから、ウチにヤリに来ないー? 両親の不在中に義妹とその友達とお泊り中出し会 永瀬ゆい 花狩まい 沙月恵奈（4月5日、PFES-055、本中）
- ＃俺のカノジョ ＃これがこう ～見つめて感じるエッチなおんなのこの素顔～（4月5日、YMDD-269、桃太郎映像出版）
- 「あんなにエッチしたし今日からここに住むね!」 目が覚めると隣には生意気な家出女子○生!?（4月12日、HUNTB-243、Hunter）
- 素人娘の全裸図鑑 23 今時の女の子12名が恥らいながら脱衣していく様子をじっくり撮影した、変態紳士のためのヘアヌードコレクション（4月12日、KAGP-222、かぐや姫Pt/妄想族）
- 「唾液でベチョベチョもっと飲みたい?」 ベロチュウ制服リフレでヨダレまみれ溺れイキ! さらに裏オプ (本番) 杭打ちキスキス騎乗位で脳がトロけて中出し連射!! 沙月恵奈（4月19日、MIAA-621、MOODYZ）
- 百合枯らし オス汁まみれで汚された純情百合カップルNTRレ●プ 月野かすみ 沙月恵奈（4月19日、MURD-188、無垢）
- そこら辺でサクッと手コキしてくれませんか?? えなチャン22歳（4月19日、SORA-375、山と空/妄想族）
- おのぼりchan Vol.001（4月19日、SREX-007、素人まっちんぐEX/妄想族）
- 学生時代の電車痴漢オヤジが母親と再婚ー。その日から来る日も来る日も言いなり制服中出しペットにさせられて…。 沙月恵奈（4月26日、HMN-161。本中）[8]
- 鮮明に見える美少女たちのパンティ染み! ぐちゅぐちゅ指ズボッオナニー!! 「ああんっ… いっぱいイクとこ見てほしいのぉ」 大好きなアナタに送る自撮りオナニービデオレター 4（4月26日、SABA-765、S級素人）
- どエロ女優に丸投げ!! 夢の筆下ろしガチドキュメント はじめてはAV女優。06（4月29日、YRH-312、プレステージ）
- 中イキ開発3泊4日 沙月恵奈（5月3日、GVH-398、グローリークエスト）
- 中出し5連発しちゃう欲しがりMっ娘天真爛マン女子 沙月恵奈（5月3日、PKPL-017、パコパコ団とゆかいな仲間たち/妄想族）
- オヤジって乳首責められると変な声出すからベロキスで黙らせてやるからな! 沙月恵奈 月野かすみ（5月3日、MIAA-630、MOODYZ）
- ムラムラし過ぎるメガネ腐女子の呆れたマゾ妄想 沙月恵奈（5月6日、HODV-21670、h.m.p）
- 新放課後痴女美少女回春リフレクソロジーSpecial 沙月恵奈（5月10日、MDTM-769、宇宙企画）
- 東京パパ活制服美少女生中出し裏バイト Vol.002（5月10日、SABA-766、S級素人）
- マスク女子の卑猥なフェラチオ素人娘 10人（5月10日、KAGP-228、かぐや姫Pt/妄想族）
- 泊めてくれたらチ○ポ舐めてあげるよ? 家出女子○生の寸止めエッチ恩返し 私がいいって言うまでイッちゃダメだからね! 我慢我慢だよ! じゃないとマ○コに入れてあげないよ! 沙月恵奈（5月12日、SW-847、SWITCH）
- 親戚のエロガキ2人にグイグイTバックを食い込まされた刺激で夫が近くにいるのに発情してしまった美尻妻 沙月恵奈（5月12日、DRPT-013、電脳ラスプーチン
- ナマはお姉ちゃんに悪いからコンドームつけてしよ? 婚約者の妹におしゃぶりフェラでこっそり誘惑され、ゴム着SEXまでのはずが… 結局、禁断浮気中出しに堕ちちゃった僕。 沙月恵奈（5月17日、MIAA-643、MOODYZ）
- 騎乗位中出し「沙月恵奈」腰砕けする程激しい、子宮が欲する本能の中出しガチ交尾!!（5月17日、TPPN-227、TEPPAN）
- 【ASMRレズ主観】 あの日、生徒たちのレズ誘惑に負けて一度体を許してからというもの会えば何度も何度もイカされてしまう担任教師の私…。 ～ある有名進学女子校での出来事～ 沙月恵奈 枢木あおい 八乃つばさ（5月24日、LZDM-050、レズれ!）
- 旅行中のキャンピングカーでヤリマン田舎娘たちと数珠繋ぎヤラれまくりFUCK!（5月24日、HUNTB-279、Hunter）
- 最終電車で痴女とまさかの2人きり! J○Ver向かいの座席でパンチラしてくる小悪魔女子○生の誘惑で勃起したらヤられた VOL.3（5月26日、DANDY-812、DANDY）
- ト○横美少女尾行拉致車内鬼畜レイプ映像（5月27日、AOZ-311、青空ソフト
- シロウト観察 モニタリング ～天才えなちが暴走エロモード全開! ハプニング続出!!～ DVD販売店編 & ファンのお宅訪問編 沙月恵奈（6月7日、YMDD-279、桃太郎映像出版）
- 寝ている女子校生の妹にイタズラしていたら逆に生ハメを求められて、もう発射しそうなのにカニばさみでロックされて逃げられずそのまま中出し! 7（6月9日、IENF-216、アイエナジー）
- 騎神戦隊レジェンミラー 2 前編（6月10日、GHOV-36、GIGA）
- アスリートのタマゴ達は全裸露出がお好き♪ 自主練を頑張った自分へのご褒美はセルフ露出姿を自撮りすることだった! その一部始終を目撃しちゃった僕は…（6月10日、GZAP-069。ゲッツ!!）
- マン毛ボーボーの真面目そうなEカップ色白美人OLのランチタイム中出し援交 都内大手飲料メーカー勤務 えな（6月14日、BONY-011、ボニータ/妄想族）
- 【完全主観】同じ職場の憧れの受付嬢とヤリたい放題性交 Vol.009（6月14日、BAZX-341、BAZOOKA）
- 『おち○ちん隠してないで見せなさいよ!』 温泉でも部屋でもヤラレまくり!（6月14日、HUNTB-286、Hunter）
- 変態おっさんのパコ活動画 えなたん 沙月恵奈（6月21日、TIKP-070、チキチキカマー/妄想族）
- 制服を着た小悪魔痴女と誘惑性交 沙月恵奈（6月21日、ZOCM-036、ゾクゾク娘/妄想族）
- あざと可愛い人妻NTR 渋谷のグッズ売り 渋谷百軒店・常備玩具 沙月恵奈（6月23日、WO-003。WildOne）
- よだれをた～っぷり飲ませてくれる制服美少女のとろっとろベロちゅう唾液性交 横宮七海 沙月恵奈（6月23日、MTALL-028、Materiall）
- 騎神戦隊レジェンミラー 2 後編（6月24日、GHOV-41、GIGA）
- 1人暮らしのカワイイ素人お嬢様のみなさん! 「あなたの自宅で早漏に悩む童貞君の暴発改善のお手伝いしてくれませんか?」 ウブでキュートな女の子が早漏すぎる童貞君にドキドキ & キュンキュンしちゃって生中出し筆おろしSPECIAL!（6月24日、SKMJ-300、赤面女子）
- 新・償い 7 身代わりになってくれた男に身も心も捧げた妻 沙月恵奈（6月28日、NSFS-101、ながえSTYLE）
- 女子交性 ハメ撮りジャンクション。 vol.18（7月1日、JNK-018、JunKtion）
- どこでもオチ○ポ淫語デート ゲキカワ女子大生とお下品ワード連発! オマぬるお散歩 @渋谷（7月5日、COGM-023、こぐま/妄想族）
- 美女ブイロガーの逆ハメ撮り 見られたがりのこじらせ美女は搾精が趣味のアグレッシブ乙女（7月5日、YMDD-283、桃太郎映像出版）
- 近親素股プレイでハプニング!! 妹とセックスの練習中に間違ってヌルンと挿入!! 7（7月7日、UMD-832、LEO）
- ナチュラルハイ夏スペシャル 街中リモバイ羞恥 人混みの中で遠隔責めされ公然イキする敏感娘（7月7日、NHDTB-684、ナチュラルハイ）
- 限界まで焦らし挑発した後に、腰がぶっ壊れるまで激ピス中出しさせる痴女 沙月恵奈（7月12日、BACJ-018、BALTAN）
- 喪服未亡人と濃厚性交。Vol.009（7月12日、BAZX-346、BAZOOKA）
- どこでもおしっこ! 素人娘の大放尿38人 スロー再生でじっくり鑑賞できるマニア向け映像 6（7月12日、KAGP-237、 かぐや姫Pt/妄想族）
- 平然を装い見事成功で賞金100万獲得! オシッコ我慢中に彼氏へのナマ電話「ゼッタイ感じちゃダメッ!」トライ! イタズラ性感checkで足腰ガクブルしちゃう制服女子お漏らしアクメ 04（7月19日、HJMO-504、はじめ企画）
- あなたのチ●ポ洗います。6 素人アルバイト 9人（7月19日、KAGP-240、かぐや姫Pt/妄想族）
- 唾液ダラダラ接吻痴漢 男を虜にするほどシャブり舐めつくす痴女従業員 2（7月21日、NHDTB-690、ナチュラルハイ）
- 馬乗りフェラ顔射 2（7月26日、AGMX-131、SEX Agent/妄想族）
- たった7時間2人っきりにしてみたら… 結果、11発セックスしてました。 沙月恵奈（7月29日、PED-023、ドリームチケット）
- 一流体育大学併設 競泳アスリートばかりを狙うスポーツトレーナー整体治療院 13（8月2日、CLUB-687、変態紳士倶楽部）
- ラッキーな胸チラを発見し、気づかれないように見てたけど、やっぱりバレてた?! 21 ～ヨガインストラクター編～（8月4日、UMD-838、LEO）
- 最高に可愛い美少女お泊りハメ撮り中出しSEX 沙月恵奈（8月5日、LOL-211、ロ●専科）
- セーラー服美少女と完全主観従順性交 Vol.013（8月9日、BAZX-348、BAZOOKA）
- 「妹はセックス好きなのでお好きにどうぞ… 特に顔射が好きみたいです」 クラスのいじめ男子に妹を売ったボク…。顔射された顔でボクを睨む妹の顔に草。（8月9日、HUNBL-104、 Hunter）
- 「私のこと簡単にヤレる女だと思ってました?」 強制中出し地獄の罠にハマってしまったボク。チョロいと思っていたバイト女子に一晩中精子搾取されて…（8月9日、HUNTB-337、Hunter）
- 危険日直撃!! 子作りできるソープランド 39 女子○生編 沙月恵奈（8月11日、MIST-379、Mr.michiru）
- 「気弱な子だと思ったら…」 痴漢したオヤジを死角に連れ込み精子が出なくなるまで説教射精させる痴女子○生 VOL.4（8月11日、DANDY-822、DANDY）
- 背徳が興奮を倍増させる禁断家庭中出し近親相姦 えな（8月16日、SUJI-164、姦乱者/妄想族）
- 「汗っかきでゴメンなさい! そんなに見ないで」 恥じらい女子は汗の量が発情のサイン?（8月23日、HUNTB-346、Hunter）
- 乳首弄りで暴発しちゃう早漏汁が大好きです♡ 沙月恵奈（9月2日、DFDM-029、ワープエンタテインメント）
- ソープも天才! 敏感過ぎる身体で自分もお客様もイキまくりエロエロ泡姫「沙月恵奈」誕生!!（9月6日、XVSR-670、MAX-A）
- 生アナル舐めさせ予備校生～flavors × マジックミラー便コラボ企画～授業帰りのむれむれケツ穴の匂いを嗅がれ尻穴を舐めほじられ赤面発情イキ! 肛門クンニを求めて再来し… ケツ穴ヒクヒク丸出しSEXでイキ乱れる小悪魔プリ尻ちゃん 沙月恵奈（9月6日、DVDMS-868、DEEP'S）
- おマ●コとアナルがハッキリ見える 4 素人娘の超接写オナニー 11人（9月6日、KAGP-247、かぐや姫Pt/妄想族）
- しくまれた媚薬痩身エステ 6施術師が怪しいので警戒していたが、秘かに盛られた媚薬でまんまと快楽堕ち!!（9月8日、UMD-840、LEO）
- ダンナが不在中、デカ尻で誘惑してくる隣人人妻がムリやり押し掛け逆不倫生中出しW巨尻ハーレム 乙アリス 沙月恵奈（9月13日、MKMP-481、Million）
- いつでも好きなタイミングで誰とでもエッチ出来ちゃう巨乳OLだらけのシェアハウスに入居したボクは勉強そっちのけでヤったりヤラれたりで夢のヤリチン生活! 2（9月13日、HUNTB-352、Hunter）
- Let’sメスイキ! GOtoHEAVEN! ペニバン娘に掘られて悶絶! 肛門キャンキャンオールナイト! 花狩まい 沙月恵奈（9月20日、MVSD-521、エムズビデオグループ）
- 【個撮】どこでもフェラ 8 11人（9月20日、KAGN-010、かぐや姫Pt/妄想族）
- えなちとパコパコしてみない? 私オチ○チン勃たせる天才だよ! エロエロビッチに成長した従妹が、僕のチ○ポ求めて、ハミデカくい込み尻誘惑! セックス! セックス！セックスするぞぉ!! 沙月恵奈（9月22日、SW-870、SWITCH）
- デカ尻見せつけ誘惑メンズエステ 沙月恵奈（9月30日、WFR-023、ワープエンタテインメント）
- 夫の目の前で…。NTR依存症夫婦の日常性活 沙月恵奈（10月4日、XVSR-675、MAX-A）
- 図書館で声も出せず糸引くほど愛液が溢れ出す敏感娘 27 汗だくピストン2枚組中出しSP（10月6日、NHDTB-712、ナチュラルハイ）
- 悪しき風習 生娘を媚薬漬け輪姦で妊娠するまでザーメンを注ぎ込む… 沙月恵奈（10月11日、REAL-810、REAL）
- 可愛すぎる会社の部下と相部屋ホテルでひたすら朝まで不倫SEXに明け暮れた飲み会終わりの一夜。沙月恵奈（10月11日、MDTM-789、宇宙企画）
- 初めて踏み込むとっておきの関係。 感情を激しく揺さぶり濃密に交わるガチ親友レズドキュメント 川北メイサ 沙月恵奈（10月11日、BBAN-394、ビビアン）
- だれとでも定額挿れ放題! 銀行編 その地方銀行はお金以外に、おち○ちんも銀行内の職員なら営業時間中は誰にでも出し挿れ自由! 挿れ放題!（10月11日、HUNTB-374、Hunter）
- 秘密のパンチラスポットでは同じマンションのお姉さんのパンツが丸見え!と思ったらわざと?（10月11日、HUNTB-382、Hunter）
- 一生のお願い! ヤらせてっ!! 恥も外聞もなく土下座で懇願してセックス!!（10月13日、UMD-845、LEO）
- 禁断介護 沙月恵奈（10月18日、GVH-464、グローリークエスト）
- 制服美少女が乳首をクリクリ責めながらおち●ぽを強制射精させる痴女ヌキ 美少女6人 完全撮り卸し140分（10月18日、MUKD-477、無垢）
- 小悪魔顔で優しく誘惑してくるヤリマンすぎるデカ尻家庭教師 沙月恵奈（10月20日、HBAD-637、ヒビノ）
- 舞ワイフ ～セレブ倶楽部～ 163（10月20日、ARSO-22163、AROUND）
- 満員電車で目の前に座るJ○に正面からフル勃起を見せつけたら恥ずかしがりながらも興味津々! 乗客がいるのにチ○ポを握ってくれました（10月20日、DANDY-832、DANDY）
- 男子校に通う冴えないボクだけど家に帰れば5人の義姉妹たちと毎日ヤリまくりのハーレム生活! 2  学校の友達には絶対言えないボクの秘密。（10月25日、HUNTB-387、Hunter）
- 素人ヘアヌード大図鑑 ～都内在住の巨乳美女編（10月25日、SABA-797、S級素人）
- パーフェクトヒロイン コスプレイダー ZERO ～絶倫仮面に屈した無敵のヒロイン～（10月28日、GHOV-73、GIGA）
- 「わたしのフェラの方が気持ち良いでしょ?」 彼女ができた僕に嫉妬したデカ尻幼馴染が別れさせるために執拗なディープスロートで何度も略奪ごっくんをして僕を骨抜きにした。 沙月恵奈（11月1日、LULU-176、LUNATICS）
- 制服姿の妹に欲情し強制性交する兄の禁断中出し近親相姦（11月5日、IMO-017、sister）
- CA飛行機痴漢 8 豪華版 乳首開発中出しスペシャル（11月10日、NHDTB-720、ナチュラルハイ）
- 義理の姉妹とエッチな同居生活! ミニスカぷり尻パンチラ誘惑仕掛ける小悪魔姉妹は勃起しっぱなしの僕の元気チ○ポを密かに狙ってる!（11月10日、SW-874、SWITCH）
- ゲリラ豪雨に降られて濡れ髪と透けブラで帰宅した義理の娘に我慢できず拘束スローピストンセックスで中出しを教え込んだ夏の日々 沙月恵奈（11月15日、DVDMS-890、DEEP'S）
- 完全着衣 ハイレグコスプレFUCK 沙月恵奈 結城りの（11月15日、MIBB-014、ミル）
- 潜入!! 噂のリンパマッサージ店 14 「裏オプション、いかがなさいますか?」（11月15日、UMD-847、LEO）
- スーパーヒロイン危機一髪!! EX 騎神戦隊レジェンミラー レッドフェニックス 沙月恵奈（11月25日、STHP-02、GIGA）
- いちゃはこ! 清純隠れビッチ頂上決戦! 黒髪清楚系ドM女優・市来まひろちゃん & Hだいちゅき陽気な変態娘・沙月恵奈ちゃん（12月2日、ICHK-014、いちゃいちゃの箱）
- 敏感ビーチク教師を乳首コネくりながら前立腺W刺激で超メスイキ 物凄い2点責めで肛門アクメさせまくる小悪魔女子○生 沙月恵奈（12月6日、WAAA-229、ワンズファクトリー）
- 絶倫チ●ポシェアしよ 美少女マブダチ同級生ハーレム逆3P中出しデート 沙月恵奈 松本いちか（12月6日、MIAA-740、MOODYZ）
- 絶対本番禁止のデリヘル嬢にナマ中出し! 7  オイル素股でマ○コにチ○コを擦られてたら気持ち良すぎて思わずヌルっとナマ挿入! ダメよイヤよと嫌がりながら中出しされちゃう敏感ボイン嬢（12月6日、OVG-206、グローリークエスト）
- あざと可愛さ業界 NO.1♪ 沙月恵奈ベスト!（12月6日、YMDD-303、桃太郎映像出版）※単体ベスト
- 素行不良で僕の家に来ることになった姪っ子J系 ミニスカから覗く桃尻に我慢できず襲い掛かったら案外素直にヤラせてくれてそれ以来連日中出し! 沙月恵奈（12月13日、KHIP-006、かぐや姫Pt/妄想族）
- ご主人様大好き 妊娠OK従順Wメイド 排卵日に孕ませ懇願! 子づくり生中出しご奉仕 Vol.002（12月13日、MDTM-795、宇宙企画）
- 顔に似合わずお下品に股を開く援助女子●生に生中出し! 6（12月13日、MDTE-040、宇宙企画）
- 部活に自信がない先輩を全力Hサポート!! 激しすぎる杭打ちピストン応援騎乗位（12月13日、MDBK-273、BAZOOKA）
- 「ここでエッチしたくなっちゃった」 社員が誰もいない昼休みにオフィスで年下幼馴染がまさかのSEX懇願! ボクに忘れ物を届けに来た年下幼馴染。普段ボクのことをバカにしているのに初めて見るスーツ姿のボクに欲情! 急にベタベタして来たり、エッチな気分になって「ねぇ、ここでしたくなっちゃった」とボクを誘惑! 社員がいない昼休みに、オフィスでトイレで給湯室でハメまくり!（12月13日、HUNTB-426、Hunter）
- 家出少女を拾う 沙月恵奈（12月20日、DDFF-025、ドグマ）
- 絶対に飲んではいけないザーメンをごっくんしちゃったら… 即、中出しSEX! 沙月恵奈（12月22日、MTALL-050、Materiall）
- 素人女子大生限定! パンティ素股でカチカチち●ぽがアソコに擦れて赤面発情! クロッチは恥ずかし汁まみれ! そのまま生で擦り合わせて、ヌルヌルワレメに結局つるんっと入って生中出し! H大好き? 陽キャ編（12月23日、SKMJ-353、赤面女子）

- 「ちゃんと勉強するからエッチなことも教えて… だって先生のことが好きなんだもん」 マジメな女子○生が家庭教師を誘惑する… イケないことだと理解しつつも我慢しきれずエッチすると「ダメダメっ抜いちゃヤダぁ～」 膣奥までカニばさみロックで何度も中出し強要する 3（1月5日、STSK-059、素人39）
- ねぇ。いっぱいキスしようよ! Let’s kiss more! 朝比奈ななせ 沙月恵奈（1月10日、BBAN-398、ビビアン）
- イクイク早漏敏感妹と排卵日子作り物語 ダブルすぺしゃる! ACT.002（1月10日、MDTM-798、宇宙企画）
- 「会社には秘密にするから、もう1回みんなでエッチしよ!」 早朝おかわりハーレム乱交で女子社員に中出ししまくり! 社員旅行先の旅館で目が覚めると周りには浴衣がはだけた女子社員!? 話を聞くと酔ったボクが暴走して全員をハメまくり!? ヤバイ、何も覚えていない! だけど「もう1回しない?」とチ○ポをねだられてまさかの早朝中出し乱交! それでも物足りない女子社員からおかわりセックスを求められて…!?（1月10日、HUNTB-443、Hunter）
- 「ヤリたいならヤリたいって最初から言ってよ! 私だってそのつもりで毎回ゴム持ってきてるし…」「ごめんなさい。ヤリたいです!」 可愛い幼馴染にボクが一言「やりたい!」って言えば済む話だったらしいのですが、そんなのわかりません!（1月24日、HUNTB-458、Hunter）
- 99.4％が女子!の学校に入学したらクラスメイトは女子ばかりでモテまくり! 休み時間、授業中関係なく誘惑されまくりでヤラレまくり! 楽しいやら悲しいやら気持ちいいやら… 種々な感情で入り乱れてます…（1月24日、HUNTB-454、Hunter）
- 男湯で出会った痴女っこ 8  突然のベロちゅうと抱っこSEXで迫られ我慢できず何度も膣射（1月26日、NHDTB-737、ナチュラルハイ
- 黙尺 パンチラでニヤニヤ挑発2回高めて射精させる小悪魔J○の寸止めごっくんフェラ（1月26日、NHDTB-755、ナチュラルハイ）
- 弄るより弄られたい… 乳首イキ覚醒するまで乳首こねくり回し開発 沙月恵奈（2月7日 、CAWD-449 (DVD)・9CAWD-449 (BD)、kawaii*）
- 見つめて囁き密着誘惑 あざと可愛すぎる誘惑しまくりドスケベ小悪魔痴女子校生 沙月恵奈（2月7日 、LUKE-020、デジタルアーク）
- Wごっくんフェラ逆ナンパM男連れ回しお散歩デート 天馬ゆい 沙月恵奈（2月7日、MIAA-764、MOODYZ）
- 羞恥洗脳! ハイグレ人間にされちゃった 8 沙月恵奈 永野つかさ 逢見リカ 加賀美さら 山本蓮加（2月9日、RCTD-502、ROCKET）
- 「一緒にお風呂入ろ!」大人に成長した従妹たちとまさかの混浴?! 勃起してしまったチ○コを洗うふりして握ってきたのはヤリたい合図にちがいない。家族に内緒でお風呂場でハメハメしちゃったヨ♡（2月9日、SW-881、SWITCH）
- 沙月恵奈 SEXの天才傑作集 Memorial Sweet BEST4時間（2月14日、MDTM-801、宇宙企画）※単体ベスト
- 「ワケあって妹のおっぱいを揉んでいます!」 胸にコンプレックスを抱える妹が理由を付けてはおっぱいを揉ませてくるんです! 生意気な妹だけど、この柔らかい感触には逆らえず毎回言うことを聞いてしまうボク! でも理性を保つのもそろそろ限界! すると妹も感度が上がってムラムラはピークに!?（2月14日、HUNTB-491、Hunter）
- これが本気のアヘ顔!! 私、イクとこんな顔になっちゃうのSP 5（2月16日、UMD-859、LEO）
- うちらの好きなのなーんだ? 正解は…チン凸!! 握ったチ○コは離さねぇ!! WeLoveおち○ぽサークル小悪魔ハーレム中出し 沙月恵奈 花狩まい さつき芽衣（2月21日、MIRD-223、MOODYZ）
- ザ・和姦15 犯された男に狂う妻 ～夫の寝ている横で強引に犯されて・・～ 沙月恵奈（2月28日、NSFS-164、ながえSTYLE）
- 「センセ、童貞? じゃあ… わたしがエッチ教えてあげる」 教える側の人間なのに小悪魔ヤリマンの女生徒にエッチな事いっぱい教わっちゃいました!! 教師になって1年… 実はボクは童貞で授業以外は女性と上手く話す事はできません。女性とお付き合いもした事がありません。なのに! 何故か!! 1人の女生徒のハートを射止めてしまったみたいなんです! 彼女曰く「初めて本気で男の人を好きになっちゃった」それが担任であるボクらしいんです!! 信じられます? そんな事。でも、どうやら本気みたいで、今日もボクの家に訪ねて来ました。しかも、ボクが童貞だと言うことを知ると「ちょうどいいじゃん、私が勉強教わる代わりにエッチ教えてあげるよ」なんて言うんです!（2月28日、HUNTB-473、Hunter）
- やっぱり… 絶対にデカチンになると思った… 今でもボクを子供扱いする幼馴染のお姉ちゃんと久しぶりに一緒にお風呂に入ったら勃起しまくり! 年上の幼馴染と小さい頃は普通に一緒にお風呂に入っていたが大人になった今、何故か久々に一緒に入りたいというのです。強引にお風呂に入ってきたお姉ちゃんは勃起したチ○ポを見て「やっぱり… すごい大きくなると思ったんだ…」とボクのおち○ちんがデカチンになることを予想していたみたいで…（2月28日、HUNTB-482、Hunter）
- 自宅に呼んだ働くうぶ娘（配達員/介護士/家事代行）に下品なSEXを見せつけて巻き込み混合3Pを楽しむ変態カップル 2（3月9日、NHDTB-747、ナチュラルハイ）
- 潜入っ!! ●●駅北口から徒歩2分! これがウワサの闇リフレ!!（3月16日、UMD-862、LEO）
- 「君は私の羞恥オナニーを見るためだけに生きてるの」 幼馴染の痴女J系のための童貞チ◎ポ貸切オナニー 専用肉バイブにされてしまった僕の純情なおてぃんてぃん… 沙月恵奈（3月21日、SORA-447、山と空/妄想族）
- 素人娘の全裸図鑑 29 今時の女の子13名が恥らいながら脱衣していく様子をじっくり撮影した、変態紳士のためのヘアヌードコレクション（3月21日、KAGP-274、かぐや姫Pt/妄想族）
- 合宿所で女子部員とポコッたわいせつ映像 【巨乳・潮吹き・3P・中出しセックス】沙月恵奈 須崎美羽 高梨有紗（3月23日、AKDLD-153、AKNR）
- ヒロイン戦力外通告 ～チャージマーメイド、剥奪された正義の力～ 沙月恵奈（3月24日、SPSA-26、GIGA）
- どこでもおしっこ! 素人娘の大放尿30人 スロー再生でじっくり鑑賞できるマニア向け映像 7（4月4日、KAGP-275、かぐや姫Pt/妄想族）
- 対戦相手は巨根AV男優!? 罰ゲームは即ハメ生中出し! かわいすぎるシロウト女子大生が必死にイキ耐える 凄いテク我慢ゲームにチャレンジ! 5（4月6日、IENF-254、アイエナジー）
- M男クンを待たせてる部屋の鍵、お貸しします。（4月7日、HKW-007、ワープエンタテインメント）
- 天性のしゃぶり魔な幼馴染にイチャペロ攻めで指先からチクビ、チ●ポまで舐められ続ける情けないボク… 沙月恵奈（4月11日、MKMP-510、Million）
- 1日1シーンずつ見進めるリアル射精管理 沙月恵奈（4月11日、DNJR-097、犬/妄想族）
- 亀頭と乳首をダブルでグリ責め! 巨乳ナースの昇天メスイキ痴療エステ（4月11日、MDBK-285、BAZOOKA）
- 街でナンパした初対面の巨乳人妻と奥手男子がパンティ素股体験! 2 奥さんの恥じらいパンチラを見てフル勃起したチ●ポでパンツ越しに擦り合った2人は生ハメ中出ししてしまうのかっ!?（4月18日、HJMO-605、はじめ企画）
- ノーハンドフェラは奴隷の証! 7 手を使わずにフェラチオする12人の素人娘（4月18日、KAGP-276、かぐや姫Pt/妄想族）
- 超無敵えんこうせい 沙月恵奈@ノースキンズ!（4月20日、NOSKN-014、ノースキン）
- アナルのシワの数までハッキリわかる! ノーモザイク連続絶頂アナル見せオナニー 15（4月20日、IENF-263、アイエナジー）
- 健全に付き合っていた可愛くて清楚な彼女とデート中たまたまホテル街に迷い込んでしまった所を写真に撮られてしまいチャラ男に脅迫されて寝取られた話 沙月恵奈（4月25日、MKON-086、かぐや姫Pt/妄想族）
- 義妹が連れてきた友達が僕のことを好きになっちゃって… 嫉妬した小悪魔義妹と甘々天使な友達のWツン＆デレ囁きバイノーラル 一日中、脳もチ●ポも混乱する真逆淫語で焦らされ中出しさせられた僕 花狩まい 沙月恵奈（4月25日、HMN-358、本中）
- メガネが可愛い とびきりの笑顔でヌイてくれるおちんちん大好きマネージャーの突撃家庭訪問（4月25日、MDBK-284、BAZOOKA）
- どこでもフェラチオ美少女4放課後女子○生10名（4月25日、SABA-823、S級素人）
- SNS露出実況 教室の隅で目立たない陰キャJ系は 巨乳の見せたがり裏垢女子だった…放課後にオタク淫語で羞恥オナニーを 生配信してるのを僕はずっと知っていた。（5月2日、FUNK-021、FunCity/妄想族）
- 一流体育大学併設 競泳アスリートばかりを狙うスポーツトレーナー整体治療院 14（5月2日、CLUB-804、変態紳士倶楽部）
- 聖水痴女レズビアン 美少女がおしっこビチャビチャぶっかけイカセあうトリプルレズSEX! 沙月恵奈 天馬ゆい 皆月ひかる（5月9日、BBAN-415、ビビアン）
- 「学校も仕事もサボってみんなでエッチなことしよ!」 目が覚めたら部屋には見知らぬ家出少女たち! ハメを外して泥酔した翌朝、目が覚めると部屋には家出少女らしき女子○生… 話を聞くと酔ったボクを介抱してくれたらしいのですが、全員家出少女! しかも、ボクが強引にエッチした!? さらにこの部屋に住むと言い出す始末! そのお礼にいつでもエッチさせてあげる!と交換条件ハーレム乱交に!?（5月9日、HUNTB-556、Hunter）
- 部活顧問の尻揉みセクハラを拒むと、突然! 寝バックで突かれ自ら尻穴を見せるほど何度も膣イキさせられた新入女子部員（5月11日、NHDTB-778、ナチュラルハイ）
- 入院生活が長過ぎておばさん看護師の透けパン尻でも余裕で勃起してしまう僕 7（5月12日、UMD-868、LEO）
- 何発でも無責任種付けし放題! 射精してもプレイは止まらない二輪車ソープ 沢北みなみ 沙月恵奈（5月16日、MIAA-849、MOODYZ）
- 涎たっぷりベロキスハーレム学園 美少女生徒4人に挟まれて唾液ぐっちょり舐め犯されて何度も射精くッ! 松本いちか 百瀬あすか 渚みつき 沙月恵奈（5月16日、MIRD-227、MOODYZ）
- 素人娘の全裸図鑑 30 今時の女の子12名が恥らいながら脱衣していく様子をじっくり撮影した、変態紳士のためのヘアヌードコレクション（5月16日、KAGP-279、かぐや姫Pt/妄想族）
- 人妻に媚薬を盛られてお漏らししまくっちゃうこんがりマン毛女子●生キメレズセックス 沙月恵奈 月島さくら（5月23日、LZDM-057、レズれ!）
- とある男の秘録集 03（5月23日、TCHB-015、ティーチャー/妄想族）
- 「お願い! 腕枕して!」 年下の幼馴染に腕枕してたらあまりの密着 & 可愛さにフル勃起! ボクの一人暮らしの家に親と喧嘩した幼馴染が突然やってきた!親と喧嘩して制服のまま家を飛び出して来た幼馴染は疲れていたのか、いつの間にかボクの腕を枕にして眠ってしまった! 幼馴染とはいえ、至近距離で眠る制服姿の女子に悶々としていると、おもむろにキスしてきた幼馴染! 当然ボクは勃起してしまい…（5月23日、HUNTB-544、Hunter）
- 開始0秒で即FUCK! 超濃厚レズ乱交で勃起不可避! 廃校寸前の学校に転校したらイケてるヤリ女3人! 放課後はとにかくヤリたい放題ハーレムSEX! というかエッチしかヤル事無しだから常にヤリまくってます!（5月23日、HUNTB-555、Hunter）
- 最高のシロウトと最低な親父のうらやまけしからんパコり映像集 J系少女と肉欲ホテル姦 4SEX 360min（5月30日、NPJB-090、ナンパJAPAN）
- 聖水ハーレム美少女 体液グッチョリおしっこビチャビチャかけられ何度も射精させられたい! 天馬ゆい 天然美月 冬愛ことね 沙月恵奈（6月6日、MIRD-228、MOODYZ）
- 輪姦計画 巨乳インフルエンサー編（6月6日、SAME-059、アタッカーズ）
- 本物ですか!? 俺らの聖地で女神達が狩る!（6月6日、MMB-457、桃太郎映像出版）
- 満30歳童貞で定年セックス 童貞保険 手ごろでがっちり筆おろし保障! 話題のち○ぽ生命勤務、筆おろし課担当の26歳えなさんに密着! 満期セックスをはじめ、童貞面談・ち○ぽ検査・セックス講習会と筆おろし課の業務を一挙大公開!（6月8日、SDDE-696、SODクリエイト）
- マジックミラー号ハードボイルド 耐えたら賞金! ダメならデカマラ即ハメ! 女子○生ガニ股顔面騎乗クンニチャレンジ! 敏感なクリの皮を剥かれデロデロに舐められ膣穴に舌を捻じ込まれガックガク絶頂イキ潮噴出しまくり!! 発情ナマオメコに中出し!（6月8日、SVMGM-009、サディスティックヴィレッジ）
- えちな子見つけた! No.3 カッチリした制服の中身はむっちり純白巨乳…! 実はAVみたいなSEXに憧れているムッツリなカラオケ店員さんに中出し! 沙月恵奈（6月13日、KTRA-532、K-Tribe）
- 恋人いちゃラブドキュメント 心も股間も元気にさせるハイテンションえちえち美少女 沙月恵奈ちゃんと1日イチャイチャデート（6月13日、PKPL-030、パコパコ団とゆかいな仲間たち/妄想族）
- 目が覚める度に繰り返す日曜日… 親友に襲われ続けるタイムループレズビアン 有加里ののか 沙月恵奈（6月13日、BBAN-421、ビビアン）
- 素人まっちんぐEX リモートワーク中の美人OLさん! 会社に内緒でパパ活しませんか? Part.2（6月20日、SROB-012、素人まっちんぐEX/妄想族）
- 幼馴染と僕（6月22日、HODV-21778、h.m.p）
- 街中で眠っているヤリマン泥酔オンナ狩り眠っていて意識がないことにやり放題! 寝ている隙にこっそり中出し! オンナが目覚めても生ハメ続行! 「生で入ってるからダメ! お願い抜いて!」と拒むが何度イってもガン無視 高速ピストン連続中出し金玉からっぽ（6月22日、SVCAO-001、サディスティックヴィレッジ）
- あざとキュートな小悪魔JD えな (20)（6月27日、CHUC-037、First Star）
- ノーハンドフェラは奴隷の証! 8 手を使わずにフェラチオする10人の素人娘（6月27日、KAGP-282、かぐや姫Pt/妄想族）
- セクハラママさんバレー! 6 ハイレグブルマ姿の人妻11人が挑む過酷なエロトレーニング（6月27日、KAGP-283、かぐや姫Pt/妄想族）
- 『全然足りない! 子供だと思って遠慮しないでいっぱい突いて!』 妹とお風呂に入っていたら、大人顔負けの激しいベロチュウしながらの抱き着きSEXしてくるもんだから当然、理性なんかブッ飛んで何度も何度も膣奥まで激しく突いて何度も中出し!! 2（6月27日、HUNTB-615、Hunter）
- 3年C組の文化祭の模擬店は時間停止カフェ いつでもストップ! いつでもセクハラできる時間停止カフェはパンチラ見てもおっぱい触ってもキスしても許されちゃう! 当然、エッチなこと何でも許されちゃうという事は…（6月27日、HUNTB-633、Hunter）
- 無邪気なめいっ子は天然小悪魔! 沙月恵奈（7月11日、KTRA-542、K-Tribe）
- ギャルっ娘天国サンドイッチ 姉妹の体で仲良くチ●ポをぱっくんちょ 沙月恵奈 ロビン（7月11日、DASS-176、ダスッ!）
- 「こっち来て一緒にエッチしよっ」 幼馴染が家庭教師とレズ真っ最中! 思わず覗いたらバレて怒られるかと思いきや家庭教師の神アシストでまさかの3Pに! 何気なく幼馴染の部屋を訪ねたらまさかのレズ真っ最中! 普段見られない幼馴染のエロい姿と巨乳家庭教師のエロい姿に超勃起! 案の定バレてしまうがボクの勃起に気付いた家庭教師はチ○ポに貪りついてきて、さらに幼馴染も誘って超展開! 3Pでセックスしまくっちゃいました!（7月11日、HUNTB-589、Hunter）
- 【個撮】どこでもフェラ 12 11人（7月11日、KAGN-014、かぐや姫Pt/妄想族）
- 産婦人科痴漢!! 19  何も知らない若妻に治療と称して中出しまでっ!!（7月13日、UMD-876、LEO）
- フェラ偏差値だけメチャ高い同級生のおばかギャルに勉強教えてあげた代わりに10発以上ごっくんしてもらった 沙月恵奈（7月18日、MIAA-909、MOODYZ）
- 顔出しMM号 女子○校生限定 ザ・マジックミラー 初めての恥じらい青空発育診断! 2 まだまだ発育中の巨乳J○を全裸にしておま○こやアナルをじ～っくり視姦! ドキドキ興奮しちゃった女子○校生にデカチン生挿入! 全員生中出し!!（7月18日、DVDMS-976、DEEP'S）
- おマ●コとアナルがハッキリ見える 5 素人娘の超接写オナニー 11人（7月25日、KAGP-285、かぐや姫Pt/妄想族）
- 最強属性 59 沙月恵奈（7月28日、CPDE-059、最強属性）
- クラスの隠れアイドル 実は精子大好きごっくんメガネ美少女! 放課後精飲倶楽部 沙月恵奈 （8月1日、DVEH-012、DEEP'S）
- 友達の妹が清純そうに見えてクソ生意気なメスガキだった! 敬語で「ざこち●ぽですねぇ」と罵られて大人のプライドを打ち砕かれて逆レ搾精されまくった 沙月恵奈（8月1日、MASM-015、かぐや姫Pt/妄想族）
- 【二輪車プレイ × 最低2発射保証】 バイブスぶちあげ精子ブッ飛ばしM性感ギャル風俗パラダイス 乙アリス 沙月恵奈（8月1日、CAWD-562、kawaii*）
- オヤジ大好きムッチリボディ巨乳女子○生と無断中出し性交（8月1日、JUBE-007、JUMP BEYOND）
- ウチらがクラスの男子全員童貞卒業させてあげる! ノリノリで未使用チ○ポを弄ぶ最強ビッチコンビの筆下ろしまくりチェリー狩りツアー 天馬ゆい 沙月恵奈（8月8日、DVAJ-624、アリスJAPAN）
- 私欲の為にパパ活するガードのユルい高学歴女子大生に生中出し 10（8月8日、MDTE-046、宇宙企画）
- 小汚いワンルーム住まいの僕だけど、掃除専門のお手伝いさんを雇ってエッチなグッズを見せつけたら女の子とヤラしいことができた。全国各地の家政婦派遣センターから癒し系爆乳娘を集めましたSP（8月8日、HUNTB-753、Hunter）
- 角オナニー 擦り付けたら止まらない 7 11人（8月8日、KAGP-286、かぐや姫Pt/妄想族）
- 同じセリフしか言わないRPGのモブキャラを犯しまくりたい! パート3 プログラムされたセリフしか繰り返さないキャラにありえないエロ行為を繰り返したらどうなってしまうのか!?（8月10日、RCTD-536、ROCKET）
- 激カワ女子校生が挑戦! じっくりち○ぽをデッサンしてもらえませんか!? （8月10日、IENF-279、アイエナジー）
- どエロい身体に発育した無知な妹に間違った性教育を教え込んだら興味津々でボクのチンチンを触りだし「これ挿れていい?」 近親相姦の知識がないが故に生ハメ中出ししちゃってるのに気付かず杭打ちピストン…! 抜かずの騎乗位プレス3連射…!!「もう中に射精してるって!」（8月10日、MFT-007、.WorKs/ FALENO TUBE）
- 素人バラエティ 夏休み合宿中の水泳部巨乳女子大生 競泳水着を脱がせて背後からノンストップ乳首責め 敏感なおっぱいの先っちょをしつこく攻められ腰をクネらせて人生初のビーチク失禁イキ潮!! 発情オマ○コを激ピスされたら中出しもすんなりOKしちゃう!?（8月24日、SVVRT-026、サディスティックヴィレッジ）
- 恥じらう素人娘たちの生おっぱいモミみまくり!! 5（9月1日、DROP-089、OFFICE K’S）
- チ○ポとアナル同時に舐め犯しハーレム 「足腰ガクガク震えるまで交互に何度も射精させてヤルからなッ★」 倉本すみれ 沙月恵奈（9月5日、MIAA-952、MOODYZ）
- 【25周年SP】 シン・SEXのハードルが異常に低い世界（9月5日、DVMM-014、DEEP'S）
- 淫語女子アナ 32 待ってました若い穴! 沙月恵奈SP（9月7日、RCTD-539、ROCKET）
- 素人娘の全裸図鑑 32 今時の女の子12名が恥らいながら脱衣していく様子をじっくり撮影した、変態紳士のためのヘアヌードコレクション（9月19日、KAGP-290、かぐや姫Pt/妄想族）
- 俺の妹は欲求不満になるとウチに来て精子を大量に搾り飲んで喜ぶザーメンヴァンパイア 沙月恵奈（9月26日、MOOR-002、マッシュルーム/妄想族）
- かわいい女の子との温泉デートで初めてのレズえっちしちゃいました 二之宮りえな レズ解禁 二之宮りえな 沙月恵奈（10月10日、BBAN-442、ビビアン）
- MGC ACT.4 MAX GIRLS COLLECTION 2023 日向ひかげ / 百永さりな / 本田瞳 / 沙月恵奈（10月10日、XVSR-729、MAX-A）
- おま●この形状まるわかり! 薄いパンツの上からマン汁ぬるぬる透けオナニー 10（10月10日、KAGP-291、かぐや姫Pt/妄想族）
- 「イキそうになったら外に出してね」って言ったクセにボクがイク瞬間、DDTロックで強制中出しさせるナマ中派ヤリマン義姉。（10月10日、HUNTB-679、Hunter）
- 原液J系塩対応コスプレイヤー 中出しオフパコわーくまん（10月15日、AT-171、ロータス）
- 『何を期待して勃起したの?』 お触り厳禁のメンエスでお触りしたら激しく拒否られるも黙々とキワキワをエチエチな感じで施術してくるエステティシャン（10月24日、HUNTB-666、 Hunter）
- 羞恥! 新任女教師が学習教材にされる男子校の性教育 生徒の目の前で無遠慮な指が膣に挿入される! プライドは崩壊するが、子宮の奥から愛液があふれ出る 12（10月26日、SVSHA-014、サディスティックヴィレッジ）
- あやかし討滅伝コウガイガー 天魔党編（10月27日、SPSB-13、GIGA）
- 呼び出されるのは、いつも決まって昼休み。なのに… 射精は9時間後。しかもそれから直後責め。そして結局、連射セックス 沙月恵奈（11月3日、CKW-004、ワープエンタテインメント）
- 「やばい! オマ●コイッちゃう!」 ロ●系女子●生15人がカメラ片手に小さな手でくちゅくちゅマジイキ連発! ちっちゃな幼穴がマン汁でびちょ濡れ! 自画撮り投稿オナニー4時間（11月5日、ONI-042、GLAY'z）
- 沙月恵奈の凄テクを我慢できれば生★中出しSEX!（11月7日、WAAA-310、ワンズファクトリー）
- 素人ナンパでセンズリ鑑賞 17 見るだけでいいんです! だからちょっと僕のチ●ポ見てもらえませんか?（11月7日、KAGP-293、かぐや姫Pt/妄想族)
- ロリ乳牧場モノガタリ 秘密の牧場と種付け繁殖される奴●少女たち 田中ねね 乙アリス 沙月恵奈（11月9日、SDMUA-070、SODクリエイト）
- ずっと好きだったのはあなただけ 百合癒し温泉旅行レズビアン 沙月恵奈 大槻ひびき（11月14日、BBAN-452、ビビアン）
- 【衝撃! 盗撮映像】 東京都中野区にある超過激で有名なメンズエステに潜入して隠し撮りしたらとんでもない映像が撮れまくり! 凄テク必至! 裏側全部公開!（11月14日、 HUNTB-729、Hunter）
- 真夏のド田舎はメスの発情期だぞ 射精特化のシコい女体とテクを兼ね備えたWどスケベ汗だく痴女の子種収穫祭 美園和花 沙月恵奈（11月21日、EBWH-043、E-BODY）
- 盗撮してオカズにしてた女子達がビックリまさかの超ドスケベ。小悪魔痴女化で精液搾り取られまくる! エロ過ぎる発情期の制服女子達が肉食痴女責めハーレム 皆瀬あかり 白橋りほ 星宮こと 沙月恵奈 栄川乃亜（11月21日、MUKD-493、無垢）
- どこでもおしっこ! 素人娘の大放尿33人 スロー再生でじっくり鑑賞できるマニア向け映像 8（11月21日、KAGP-294、かぐや姫Pt/妄想族）
- 催眠術ってすごい! 原作:Fatalpulse 朝凪 累計4万部の怪作実写化! 催眠術から始まる主従関係!（11月21日、MIMK-134、MOODYZ）
- 一般男女モニタリングAV 素人大学生の性欲徹底検証 朝までエッチしなければ賞金10万円! 終電を逃した男女の友達はラブホテルで2人っきりになったら1発10万円の連続射精セックスに挑戦してしまうのか!? 14 彼氏がいてもラブホテルのエッチな雰囲気に呑まれた女子大生オマ○コが男友達のフル勃起チ○ポを生挿入で人生初の中出しセックス!! 4組合計18発を完全収録（11月21日、DVMM-037、DEEP'S）
- 素人バラエティ 真夏のビキニJ〇が挑戦するギチ詰めローターチャレンジ! ローターを膣口が閉まらなくなるまでマ〇コに挿入! 勝ったら賞金総取り、負けたら即ハメ中出し! 3（11月23日、SVVRT-036、サディスティックヴィレッジ）
- アナルのシワの数までハッキリわかる! ノーモザイク連続絶頂アナル見せオナニー 20（11月23日、IENF-297、アイエナジー）
- M男クン家にケダモノ痴女襲撃ハーレム 挟撃ホールドロック責め & 涎、聖水、マン汁体液ぶっかけマーキング☆ぐっちょり逆レイプ破滅篇! 新村あかり 望月あやか 浜崎真緒 沙月恵奈（11月28日、CJOD-403、痴女ヘブン）
- 「今日の精子、全部出し切って」 本日分の精子が出なくなるまで搾り取ることをやめない絶倫ヤリマン義母!（11月28日、HUNTB-746、Hunter）
- 眼鏡J系、言いなり肉オナホ。 沙月恵奈（12月1日、FRD-007、ドリームチケット）
- 逆3PオナニーサポートDXデラックス 沙月恵奈 二葉エマ（12月5日、MIAB-038、MOODYZ）
- MM号特別編「ザーメン50ml溜めるまで逃さないからね!」仲良しAV女優2人組による極上チ○ポ責め逆3Pハーレム乱交 in ザ・マジックミラー 乙アリス & 浜崎真緒 / 渚みつき & 宮沢ちはる / 沙月恵奈 & 菊池まや（12月5日、DVMM-040、サディスティックヴィレッジ）
- ムチムチ美尻 神ブルマ 沙月恵奈  美少女やぽっちゃり娘らにピチピチブルマ & 体操着を着せ、ハミパン、ムレムレワレメを毛穴まで見えるほどの超ドアップ接写! さらに尻コキ、着衣お漏らし放尿やブルマぶっかけ等ブルマ好きに送る完全着衣フェチAV（12月7日、OKB-155、親父の個撮）
- このメス女… 只今発情真っ盛り!? 沙月恵奈としてみませんか?（12月12日、EKDV-728、クリスタル映像）
- 借金夫婦 妻を他人に抱かせました。8 沙月恵奈（12月12日、NSFS-239、ながえSTYLE）
- 「学校には言わないでください…」 万引き女子○生と姉。通報を回避するために身代わりになる姉。でもそれだけでは許されなくて…（12月12日、HUNBL-155、Hunter）
- アナル解禁! 天才美少女の生まれて初めての肛門性交! イキなり2穴ファックスペシャル! 沙月恵奈（12月19日、MIAB-053、MOODYZ）
- 顔出しMM号 女子○校生限定 ザ・マジックミラー 放課後の女子○校生が初めての黒タイツ履きっぱなしイキ潮体験! 濡れシミができるほど黒タイツの中で手マンされ連続イキ漏らししたキツキツオマ○コに大人のデカチン挿入!!（12月19日、DVMM-044、DEEP'S）
- 【個撮】どこでもフェラ13 11人（12月19日、KAGN-015、かぐや姫Pt/妄想族）
- 「もうウチら大人なんだからエッチしない?」 ボクとエッチしたがる幼馴染が大胆過ぎる胸チラパンチラで強引に誘惑してくる!（12月26日、HUNTB-583、 Hunter）
- 姉妹家庭内二股! バレないように義妹2人と付き合い通さなければいけない!（12月26日、HUNTB-495、Hunter）

- NTRビデオレター ヤンデレすぎる元教え子に最愛の妻をぶっ壊されました。市河明日菜 沙月恵奈（1月9日、BAGR-028、BALTAN）
- 舐めログ人気のお店 女性1人でも来店可 鮮度抜群のチ○ポを楽しむカフェ（1月9日、HSODA-001、Hsoda）
- PAN-PHILIA 9 沙月恵奈（1月4日、SGLD-013、Shangri-La）
- 妖艶小悪魔女幹部ヒーロー陥落 小悪魔女幹部エルザに屈した正義のヒーロー（1月12日、GIGP-47、GIGA）
- 進学のために極悪教師に脅されて…3 穴中出しライブ配信させられたギャルJ系 沙月恵奈（1月23日、MIAB-082、MOODYZ）
- ロリギャル若妻おじさんチ●ポに堕ちてしまう。えっちなカラダを中年ねっとりテクで開発されノリノリセックスで他人棒イキ 沙月恵奈（1月23日、ATYA-004、あたご屋/エマニエル）
- 男よりも才能・美貌溢れる最強W女雀士 アナル中出し凌辱輪姦 沙月恵奈 花狩まい（1月23日、PRTD-033、PREMIUM）
- 羞恥! 彼氏連れ素人娘をマシンバイブでこっそり攻めまくれ! 24 素人 VS マシンバイブ 激安居酒屋にマジックミラー特設スタジオを設置 ハッピーメリーマシンバイブ! クリも子宮もまとめて絶頂させる激ピス波動エグち!（1月25日、SVDVD-947、サディスティックヴィレッジ）
- 出会い系レズアプリで知り合った小悪魔女子○生が友達のお姉ちゃんを媚薬で犯すレズ姦ホテル24時間 沙月恵奈 玉木くるみ（1月30日、LZDM-061、レズれ!）
- 妹が友達を連れてウチに泊まりにきた! 両親が居ない間によだれ飲まされ続け、モノの見事にM堕ちメスイキまでさせられてしまった 沙月恵奈 花音うらら（2月6日、GVH-621、グローリークエスト）
- 逃げても無駄! 後ろからネジ込み強制挿入! 街で見かける無防備な透けパン美女をストーキング! 寝バック追姦レ×プ!!（2月8日、SDAM-093、SODクリエイト）
- 湯船の中で乳首が勃起するまでイジられ続け拒めずレズイキさせられた美乳娘 2（2月8日、NHDTB-879、ナチュラルハイ）
- 裏オプの女王!! 2 男を確実にイカせる妙技と未体験オプションの数々!! これがリフレ嬢の匠の技だっ!!（2月8日、UMD-904、LEO）
- 終電を逃した小悪魔後輩にオナニールーティンを崩され相部屋禁欲で敏感になったカラダを痴女責めされてレズイキ絶頂を繰り返すオナ狂い女上司 美咲かんな 沙月恵奈（2月13日、BBAN-468、ビビアン）
- 上京したての家出娘をヤリ部屋に泊めてヤリチンたちがローテーションで10時間連続で何度も何度もハメたら人格崩壊イキ! 2（2月13日、HUNTC-028、Hunter）
- 原液J●制服美少女ストーキング睡眠カン中出し（2月15日、AT-176、ロータス）
- 「ダメだけどコスるだけなら… 絶対に本番は禁止ですよ?」 デカチン客に興奮してパンツ越し素股でじっくり焦らしながら布越し誘惑してくる自宅でエステを開業したセックスレスで欲求不満の若妻3名（2月22日、SDAM-095、SODクリエイト）
- マジックミラー号ハードボイルド in埼玉 恥じらい爆発 男女のクラスメイトで受診する青少年発育身体測定（2月22日、SVMGM-019、サディスティックヴィレッジ）
- ＃同人AV SNSで知り合った裏垢女子 恵奈（2月24日、JUKF-112、JUMP）
- 親友の彼女が責め痴女で親友の留守中にアナル開発されてメスイキさせられまくった僕。 沙月恵奈（2月27日、MGMQ-127、MEGAMI）
- まん汁垂れ流し! 吸って震えるクリトリス吸引バイブでクリイキが止まらない! ウーマナイザーオナニー 3（2月27日、OVG-209、グローリークエスト）
- ポッチンヨガインストラクター総勢17人大胆なポーズで胸チラ横チラ谷間チラっ!!（3月7日、UMD-908、LEO）
- 濡れて、はしゃいで、ぬくもり求めて寄り添い合って。 所かまわずキスに溺れて感情むき出しで絡み合う濃密レズビアンデート 新井リマ 沙月恵奈（3月12日、BBAN-470、ビビアン）
- 1日5発は必ずフェラ抜きする放課後フェラチオ研究会のちんしゃぶ研究対象となった絶倫だけどモテないボク 天馬ゆい 沙月恵奈 佐藤ののか（3月12日、MKMP-548、Million）
- 異常肛門性愛おじさんにアナルをもてあそばれ開発されアナルSEXの悦びを覚えてしまった夏休み 沙月恵奈（3月19日、MVSD-593、エムズビデオグループ）
- おマ●コとアナルがハッキリ見える 6 素人娘の超接写オナニー 12人（3月19日、KAGP-307、かぐや姫Pt/妄想族）
- 羞恥 男女が体の違いを全裸になって学習する質の高い授業を実践する共学●校の保健体育 7（3月20日、SVSHA-024、サディスティックヴィレッジ）
- ネイキッドヨガ 澄ました顔で全裸羞恥ポージングする女たち（3月26日、AGMX-178、SEX Agent/妄想族）
- 可愛くて成績優秀だけど裏ではモラハラ暴走J○に幼馴染と家庭教師による「見下しチ○ポコンビ」が媚薬で下剋上! 理解らせ連続中出し合体で完全チン圧! 沙月恵奈（4月2日、DVEH-026、DEEP'S）
- MOODYZファン感謝祭 バコバコバスツアー2024 AV男優発掘 & 育成スペシャル!! AV男優を目指す素人16名とAV女優16名の1泊2日大乱交ツアー!（4月2日、MIRD-237 (DVD)・9MIRD-237 (BD)、MOODYZ）※配信版は3月15日先行リリース。BD版は4月16日発売。
- 頭は悪いけど性欲の強い子供おじさんの兄に飼われてます。 沙月恵奈（4月5日、YSN-620、NON）
- 義理の父にオモチャとして扱われてるのにマン汁を滴らせる私は変態です。 沙月恵奈（4月5日、YST-315、光夜蝶）
- 放課後円光オナホ女子○生キメセク凌辱（4月9日、REAL-845、REAL）
- 「乳首の診察はじめますねぇ」 密着うまのりホールドで身動きさせずに乳首をコネコネ! レロレロ! ギュイン! こねくり回し! 乳首とチ○ポ同時責め体位で搾精するド変態ナースがいる夜勤病棟 沙月恵奈（4月23日、CJOD-412、痴女ヘブン）
- 僕をマゾ堕ちさせる小悪魔ガールにぶっかけられる! メスイキ射精WAM 沙月恵奈（4月23日、MOPP-084、M男パラダイス）
- ペニクリ美少女でケツイキ初体験。お尻で交わる濃厚レズアナル性交。 沙月恵奈 一ノ瀬ラム（4月23日、DASS-381、ダスッ!）
- 性欲溢れるキュートな桃尻ギャルが脚フェチおやじとパンストプレイで淫乱アクメ! 沙月恵奈（4月30日、OLM-058E、オリンポス）
- 下品だとか上品だとか関係なく、エグイくらい沙月さんを弄びたい 沙月恵奈（5月4日、YST-316、光夜蝶）
- 完全主観でヘンタイお兄ちゃん連呼! シスコン兄にセックスを見せつけて欲しがりマゾ顔をオカズに小悪魔絶頂する妹 沙月恵奈（5月14日、BAGR-036、BALTAN）
- ごっくん淫語 耳元で聞く、ネバスペと喉越しごっくんのエロい音 沙月恵奈（5月14日、BONU-039、煩悩組/妄想族）
- わいせつレズビアン ネコとタチ 愛欲地獄道 震える乳首と濡れた舌先（5月14日、PFAS-009、FAプロ）
- 酔うと即尺モンスターになる同僚と深夜のオフィスで2人きり! 普段から仕事のできないボクをバカにしてくる同僚は酔っぱらうとどんなチ○ポでも即尺しないと気が済まないフェラチオモンスターだった。（5月14日、HUNTC-067、Hunter）
- 【盗撮】「あれ～? 先生… 勃ってんじゃん?」 覚えたての性知識をフル稼働させて大人をからかうマセたメスガキのパンチラ & 胸チラに勃起してしまった家庭教師のデカチ●ポ（5月14日、TPIN-077、椿鳳院）
- ハイレグコスプレFUCK アメイジング（5月21日、KDMI-054、ミル）
- おま●この形状まるわかり! 薄いパンツの上からマン汁ぬるぬる透けオナニー 11（5月21日、KAGP-314、かぐや姫Pt/妄想族）
- 羞恥! 電圧85倍! 容赦無い振動で美少女完全淫乱♀化ビッグバンローター野外失禁アクメデート（5月23日、SVSHA-019、サディスティックヴィレッジ）
- 個撮ハメ撮り映像無許可販売 レイヤーちゃん3名計9発射 (中出し含)（5月23日、SETM-015、SODクリエイト）※配信版は4月23日先行リリース。
- おしゃぶり学園ピンサロ科 11 佐藤ののか 沙月恵奈（6月1日、KV-269、FS.KnightsVisual）
- 『キミ… もしかして脚が好きなの?』 女上司たちのパンスト美脚に誘惑され、甘く優しく痴女られた新入社員のボク（6月1日、DHLD-003、OFFICE K’S）
- ガチイキクンニリングス実習（6月1日、DOKS-606、OFFICE K’S）
- 「イケメンとキスしてたはずなのに!?」素人女子大生限定! キモおじ入れ替わりドッキリ企画 目隠しキス恋ゲーム中に女子には内緒でおじさんとバトンタッチ! 一目惚れしたイケメンとのイチャラブセックスのはずが… オジサン集団との逆ハーレム6P中出し輪姦で快楽堕ち!（6月4日、DVMM-105、DEEP'S）※配信版は5月31日先行リリース。
- 全国からしゃぶり自慢女子が大集結!! アトラクション型エンターテインメントフェラチオ競技 F-スポーツ 激闘のフェラチオバトルファイトが今宵、開幕! 星仲ここみ 安堂はるの 有馬美玖 沙月恵奈 葵みれい 桜木美音 永瀬かれん 小野せいら（6月6日、SDDE-725、SODクリエイト）※配信版は5月14日先行リリース。
- レイヤーをやり始めた妹を無言で貪った 沙月恵奈（6月7日、YST-318、光夜蝶）
- 沙月恵奈にベロベロチュウチュウされながらずっーーと乳首を弄り回されてるのに抜け出せそうにない（6月7日、YSN-623、NON）
- ブリブリガンギマリDJ媚薬ハブ酒オーバードーズキメセク SEASON1 沙月恵奈（6月25日、BAB-136、バビロン/妄想族）
- シン・催眠隷女 #Q号 #浅聡 #腹黒 #去勢（6月25日、ANX-162、ヒプノシスラボ/妄想族）
- 「私、乱交パーティーに参加してみたい。」 初めての乱交に完全密着 エナさん（仮）24歳（6月25日、MKMP-561、Million）
- 【完全主観】「ご主人様おち〇ぽ失礼します。」 いつでもどこでも何発もザーメン抜かれ続けるボク専用ちんしゃぶメイド（6月25日、MKMP-562、Million）
- 狙いはピンク ―恐怖のエスパー戦闘員―（6月28日、SPSC-04、GIGA）
- カースト最上位の生徒会をわからせチン堕ち制裁!! 尾崎えりか 木下ひまり 沙月恵奈（6月28日、T38-010、TMA）
- 女子大生の姉の女子会で友達が家にお泊りに来た! 全員ビッチで有名な姉の友達が夜な夜な「童貞」だった僕に襲い掛かり、みんなの性奴隷にされてしまいました! 沙月恵奈 優梨まいな 二宮もも 伊織ひなの 南見つばさ（7月1日、DHLD-004、OFFICE K’S）
- 三者面談で親バレ厳禁リモコンバイブ恥感（7月1日、DSJH-003、OFFICE K’S）
- 頭は悪いけど性欲の強い新しい義姉に飼われてます。 沙月恵奈（7月5日、YSN-624、NON）
- 女子○生孕ませレイプ中出し20連発 沙月恵奈（7月9日、REAL-854、REAL）
- 憧れていた学生時代の先輩をレズ風俗で見つけてしまって… 何度も指名しては焦らされ痴女られる小悪魔性感サービスに身も心も溺れ沼った私。 天月あず 沙月恵奈（7月9日、BBAN-491、ビビアン）[35]
- 現実世界で突如アヘ顔フリーズバグ（7月11日、RCTD-600、ROCKET）
- 営業中の居酒屋でレズ店員にベロベロにさせられてこっそり手マンでお漏らしイキしまくる敏感女（7月11日、NHDTB-937、ナチュラルハイ）
- 無〇ヤリ部屋（7月12日、HONB-390、MERCURY）
- 時間よ止まれ 時間停止の世界 女医とナースを献身的に病淫（びょういん）送りにするサイレント性交 弥生みづき 美園和花 沙月恵奈（7月23日、UZU-013、まるかあの/妄想族）
- 彼とのSEXで中イキ出来ずに悩むギャルをちゃんと中イキ出来るカラダに開発してくれるという噂の女性用デリバリー風俗を呼ぶと初めは半信半疑だったが余りの気持ち良さに中出し懇願する程イキまくる!!（7月23日、SCOP-844、SCOOP）
- 乳首ちゅぱちゅぱ新線 中年男を唾液舐めとこねくり手コキで虜にする痴女子生徒（7月25日、NHDTB-946、ナチュラルハイ）
- ホロ酔いスレンダーコスプレセックス えな（7月27日、HONB-393、MERCURY）
- AV界で最も制服が似合うオールスター10人大乱交! チ●ポ抜きまくって青春ポイントを稼ぎまくれ! 3チーム対抗チキチキ修学旅行! 観光もSEXもいっちばん堪能! 全員が自由人! オール顔射! 阿吽のハーレム感! エロの化学反応! チーム天才：沙月恵奈 日向なつ 皆月ひかる 望月つぼみ（8月6日、CAWD-703 (DVD)・9CAWD-703 (BD)、kawaii*）
- 一般男女モニタリングAV × マジックミラー便コラボ企画 大手企業の内定を目指す就活女子大生にじゅぼじゅぼフェラ面接! 質疑応答中に喋れなくなるほどの大量口内射精で精子ダダ漏らし! 過激面接で火照ったJDオマ○コにデカチンをねじ込みザーメンまみれSEX! 全員中出しスペシャル!（8月6日、DVMM-125、DEEP'S）
- 周りにバレないように萌え袖手コキでこっそり何度も射精させる小悪魔J系 VOL.2（8月8日、DANDY-930、DANDY）
- 対面いじりと寸止めキスで焦らされ糸が引くほど舌を絡ませるレズキス発情娘（8月8日、NHDTB-952、ナチュラルハイ）
- こんなお尻見せつけられたら後ろから種付けしたくなるのは仕方がない… 4（8月8日、UMD-928、LEO）
- 友達以上、想像以上。 1（8月8日、SILK-164、SILK LABO）※女性向け作品。配信作品「乱れた交友関係 上原千明 沙月恵奈」を収録。
- 極上すぎる!! 沙月恵奈メガ盛り4時間スペシャル!!（8月13日、BASB-006、BALTAN）※単体ベスト
- どスケベ地味子 素朴で無口なコミュ障気味の女の子に限って…SEXの快感を覚えると性欲が暴走して超絶倫化!!（8月23日、HODV-21898 、h.m.p）
- 【ぶっかけセクハラ】 無自覚誘惑パッツンスーツのせいでムラムラ社長の中年こってり精子をかけられるデカ尻新人秘書OL 沙月恵奈（9月3日、SMOK-003、スモークフィルムズ/妄想族）
- アイドル肉便器化計画（9月3日、COGM-076、こぐま/妄想族）
- 同級生の幼馴染にエロ同人みたいなことする。パイパン美少女にごっくん・中出し・アナルセックス・異物挿入!『好きだよ』と言えばなんでもやらせてくれるかわいい僕の幼馴染 沙月恵奈（9月10日、RKI-678、ROOKIE）
- 濡れてテカってピッタリ密着 神スク水 沙月恵奈 可愛い女子のスクール水着姿をじっとりと堪能! 着替え撮影から始まり貧乳から巨乳にパイパン、ハミ毛、ジョリワキ等のフェチ接写やローションソーププレイやスク水ぶっかけ等を完全着衣で楽しむAV（9月12日、OKS-165、親父の個撮）
- MOODYZファン感謝祭バコバコバスツアー2024 完全版 バコバス7時間50分 + うらバコ4時間 + 未公開シーン収録13時間（9月17日、MIRD-239 (DVD)・9MIRD-239 (BD)、MOODYZ）
- 同窓会で再会した初恋の女（人妻）と宴会場のトイレや廊下や旦那が出張中の自宅で夢にまで見たセックスできちゃったもんねぇ～!（9月26日、SW-969、SWITCH）
- 噂のタダマン生活委員にSEXさせて下さい。と、土下座してみるorz 沙月恵奈（10月1日、SQTE-567、S-Cute）
- 内緒でエグい看護してくれた美人ナースを部屋に誘って生ハメしたら何度も求めるヤリマンだった VOL.2（10月10日、DANDY-940、DANDY）
- more than friends 1（10月10日、SILK-167、SILK LABO）※女性向け作品。配信作品「あなたがいない夜なんて 保志健斗 沙月恵奈」を収録。
- 時間を自由に止められる世界 沙月恵奈 柏木こなつ 皆月ひかる 藤田こずえ 菜月ひかる 美音ゆめ（10月15日、DVMM-159、DEEP'S）
- デカ尻パンチラとおっぱい密着オイルマッサージで勃起を誘うメンズエステ 「お客様そんな動いたらペニスがパンティ破って入ってきちゃいますよぉ♡」（10月24日、SW-973、SWITCH）
- SEX STREET アクメFIGHTER 全国のアクメ自慢を集めてみた イったら負けの頂上バトル!! 何をされても無反応（10月24日、SGKI-030、SHIGEKI）
- 【完全未公開シーン120分収録】AV界で最も制服が似合うオールスター10人大乱交! 完全版2024 柏木こなつ 小野寺舞 皆月ひかる 望月つぼみ 天馬ゆい 沙月恵奈 設楽ゆうひ 日向なつ 観月あいな さつき芽衣（11月5日、CAWD-689 (DVD)・9CAWD-689 (BD)、kawaii*）
- 沙月恵奈 緊縛解禁 大人気美少女が決意のSM初挑戦!!（11月7日、IESM-075、アイエナジー）
- 出張中居酒屋で飲んだ帰り路 酔った女上司に突然仕掛けた情熱的な路上キスは 女の理性を狂わせ、舌使いが激しくなった…。（11月12日、TPIN-086、椿鳳院）
- -実写版- ホームレス村 I II III IV 全作品収録 累計10万部 問題作、映像化 さつき芽衣 沙月恵奈（11月19日、MIMK-165、MOODYZ）
- エロメイド養成学園 ご奉仕またがり学部ねっちょりベロキス騎乗位中出し学科 二葉エマ 姫川かのん 白石もも 沙月恵奈 菊池はる 天馬ゆい Nia 胡桃さくら（11月19日、MIRD-244、MOODYZ）
- アナルのシワの数までハッキリわかる! 人妻ノーモザイク連続絶頂アナル見せオナニー（11月21日、IENF-367、アイエナジー
- 湯の中でリモバイを挿れられ悶絶イキした女に媚リキッドを飲ませ味変レズを楽しむ変態ビアン（11月21日、DANDY-949、DANDY）
- カメラの前でおしっこする女 5（11月26日、OVG-213、グローリークエスト）
- 顔出しMM号 素人限定 ザ・マジックミラー 女子大生が青空ビキニ生着替えチャレンジ! 2 タイムアップで公開デカチン即ハメ! イってもやめないデカチン追撃ピストンで連続中出し!（12月3日、DVMM-173、DEEP'S）
- 女教師in… （脅迫スイートルーム） 沙月恵奈（12月6日、VDD-187、ドリームチケット）
- 陰毛はボーボーが好き（12月6日、UMD-943、LEO）
- ドジっ娘だけど絶対的エロカワなので患者をムラムラさせちゃう新人ナース 沙月恵奈（12月17日、MMGH-005、ムラムラ総合病院/妄想族）
- 裏オプションを完全盗撮 激レア予約困難な神メンズエステ嬢の射精無制限生挿入中出し（12月26日、IENF-349、アイエナジー）
- アナルのシワの数までハッキリわかる! ノーモザイク連続絶頂アナル見せオナニー 30（12月26日、IENF-370、アイエナジー）
- 「私のマ○コじゃないし中に出しても大丈夫よw」 若い女に憑りついて性欲を満たすヤリマン憑依おばさんに密着 ～街の可愛い子を手あたり次第に中出ししまくる異常な一日～（12月26日、NHDTC-004、ナチュラルハイ）

- ドリシャッ!! 沙月恵奈（1月11日、WDI-078、ワープエンタテインメント）[35][46]
- 沙月恵奈、まるっと4時間やられっぱなし（1月11日、YTR-168、NON）※単体ベスト
- 今からこの大家族全員レイプします ○区白金○ 美園和花 翔田千里 柏木こなつ 木下ひまり 由良かな 沙月恵奈（1月14日、REAL-885、REAL）
- 水泳部J系をスポーツ整体モニター騙し撮り! 競泳水着のまま乳首こねくりマッサージでチクイキさせるとヤレるのか!? まさかのビクビク痙攣限界で失禁アクメ理性ブッ飛び勢いで中出しSEX!|（1月21日、HJMO-674、はじめ企画）
- アナルのシワの数までハッキリわかる! ノーモザイク連続絶頂アナル見せオナニー 31（1月23日、IENF-374、アイエナジー）
- ここで撮影した写真を貼れば絶対合格するというピストンバイブ証明写真ボックス 大学受験前の女子学生がどんなに突かれても笑顔をキープ（1月23日、SGKI-045、SHIGEKI）
- 危険日直撃!! 子作りできる派遣メイド 沙月恵奈（2月6日MIST-458、Mr.michiru）
- 排卵日に秘密開催されるつるつる無毛マ〇コの発情パイパン酒池肉林パーティー 子宮からあふれるほどザーメン連続中出し 鳳みゆ 沙月恵奈 百永さりな（2月11日、MKMP-611、Million）
- 1825日ぶりに勃起した義父に欲求不満の人妻アナルが狙われて… 夫に内緒の3穴中出し裏生活 沙月恵奈（2月18日、MEYD-971、溜池ゴロー）
- 秘密の中出し学園祭 #エッチな願いが叶う魔法のステッキでクラスでぼっちの僕が可愛い美少女10人のマ●コ・ア●ル丸見せ大乱交スペシャル!!（2月18日、HNDS-081 (DVD)・9HNDS-081 (BD)、本中）
- レズNTR 沙月恵奈 乙アリス 五十嵐清華（2月20日、IESP-749、アイエナジー）
- 「何も言わないから悪いんだよ」 未使用アナルにお仕置き肛門中出し ～おしりは嘘をつかない～ 沙月恵奈（2月25日、MVG-120、グローリークエスト）
- 痴女ハーレム聖水泳部 スレンダー同級生 & 巨乳先輩の体液と快楽に溺れる最幸学園生活 白石もも 美園和花 弥生みづき 沙月恵奈（2月25日、HNTRZ-004、Hunter）
- チクビアン 6 ビンビン乳首こねくりレズ性交（2月25日、LZWM-038、レズれ!）
- パーフェクトヒロイン コスプレイダーゼロ ～絶倫仮面に屈した無敵のヒロイン～ リメイク版（2月28日、SPSC-83、GIGA）[46]
- BODY JACK 3 ～ダーク憑依3人のフェチ男～ 美咲かんな 沙月恵奈 辻さくら 川越ゆい 星仲ここみ 花芽ありす（3月6日、RCTD-645、ROCKET）
- 合宿の夜、こっそり布団の中で何度もイカセてレズに目覚めさせてしまった同級生に数年後… 夫が近くにいるのに密着スロー乳首舐めでレズ返しされた私（3月6日、NHDTC-032、ナチュラルハイ）
- 一人暮らしの美女を狙う鬼畜レ〇プ集団自宅押込み中出し性交 絶叫性奴●編（3月11日、BONY-137、ボニータ/妄想族）
- 修学旅行中ボクの勃起ビーチクに気づいた陽キャ女子に囲まれ挟まれず～っと乳首をこねこね! くりくり! さすさす! ぎゅいん! 同時責め射精され続けた1泊2日 美園和花 沙月恵奈（3月18日、MIAB-407、MOODYZ）
- 「ウチらのオシッコ飲んで」 ヤンチャJ系が唾液・汗・体液ぶっかけ! 甘サド聖水ハーレム学園 沙月恵奈 上坂めい 由良かな（4月1日、MIAB-417、MOODYZ）
- 一人旅で狙われた乳房 レズビアンいいなり温泉旅行 水川潤 由良かな 沙月恵奈（4月8日、BBAN-522、ビビアン）
- 喉シゴきバキューム病院 私たちは苦しくても、えずいても、吐きそうでも、涙が出ても、一生懸命に喉の奥の奥の方まで男性器を受け入れます。 沙月恵奈 皆月ひかる 美波こづえ 幾野まち 有加里ののか もなみ鈴（4月8日、REAL-902、REAL）
- 女子寮管理人の僕はギャル寮生に振り回されてます 実写版 性欲溜まった女子〇生とひとつ屋根の下で登校よりもセックス優先の発情生活!（4月8日、RKI-700、 ROOKIE）※主演は椿りか。沙月は脇役出演。
- 本物全裸素人 セクシーヌードポーズファイル 4（4月8日、SUPA-648、S級素人）
- 「私のフェラの方が気持ちいいでしょ?」ラブホ女子会に呼び出されヤリマン3人に抜かれまくった陰キャだけど絶倫デカチンな僕。（4月10日、DANDY-969、DANDY）
- ウチの弟マジでデカイんだけど見にこない? 同人フロアで3冠達成! 超大ヒット作品を再・実写化! 宍戸里帆 沙月恵奈 春陽モカ（4月15日、MIMK-181、MOODYZ）
- 時間よ止まれ 時間停止の世界 VS 弥生みづき 椿りか 沙月恵奈 小那海あや 美園和花（4月22日、UZU-027、まるかあの/妄想族）
- 性感帯直撃レズエステ 綺麗なエステティシャンのお姉さんに… 敏感な部分を超いやらしく触られて… 初めて女の手でイカされてしまいました。（4月24日、OFSD-015、オフサイド）
- パンチラハーレム学園 男は僕1人!? クラスの女子全員と誘惑チラリズム中出しSEX! 沙月恵奈 天馬ゆい 望月つぼみ 小坂ひまり 木之内奈々葉 須崎美羽 香月えりさ 千川とわ 五芭 早見なな（4月29日、PFES-101、MOODYZ）
- 放課後… 二人だけの秘密。立場逆転レズビアン 小悪魔な後輩に甘く弄ばれるドM先輩 沙月恵奈 弥生みづき（5月13日、BBAN-520、ビビアン）
- 主導権は年下の彼女 沙月恵奈（5月20日、SQTE-610、S-Cute）
- メスガキえなちの淫語たっぷりイチャ痴女風俗ご奉仕スペシャル 沙月恵奈（5月27日、GUPP-032、GUPPI/妄想族）
- むっつりスケベで性欲強めの妹が素股の気持ちよさを知ってから豹変!! 腰をクイクイ振り続けるツルツルマ○コに兄のギンギンチ○ポが入りそう!! 先っぽ3cmだけの約束を守れなくて結局奥まで15cm!!（6月6日、UMD-966、LEO）
- 2度目の人生終了も、またこの薬。懲役7年の刑期を終え、更生した私。再び目の前に現れた脱法的な快感に抗えず、とめどない絶頂を繰り返しました。 沙月恵奈（6月10日、MKMP-645、Million）
- Wメスガキに痴女られても愛情たっぷりおち〇ぽミルクと潮吹きで包みこむ変態NHママ♂ 春澤りお 沙月恵奈 皆月ひかる（6月10日、DASS-689、ダスッ!）
- 抜き差しバッチリのパイパン限定!! つるつるマ〇コでザーメン搾り取るぬるぬる巨乳裏マットヘルス（6月10日、MDBK-376、BAZOOKA）
- 素人ガチレズビアンSALANのAV女優狩り SALAN 椿りか 沙月恵奈（6月12日、RCTD-663、ROCKET）※5月12日先行配信
- 私は夫の連れ子の中出し専用肉オナホ 沙月恵奈（6月13日、HZGD-307、人妻花園劇場）
- 一般男女モニタリングAV 旅行中の大学生カップル即席W浮気企画 デカ尻女子大生が初対面のデカチン男子とタオル一枚で相席混浴! 2 彼氏よりも大きい勃起デカチンとの過激ミッションで恥じらいながらもJDオマ○コからは欲しがり汁が溢れ出す! 性欲丸出しの生チ○ポまたがデカ尻騎乗位で連続中出しセックス! 4組合計13発!（6月17日、DVMM-255、DEEP'S）
- 義父を虜にする嫁のスケベぇな下半身。黒パンストで透けたデカ尻に誘われ、息子の目を盗んでヤリまくってしまった。（6月26日、SW-1006、SWITCH）
- 本格SM解禁!! 沙月恵奈が奴隷調教でマゾ覚醒!!（7月1日、MVG-134、グローリークエスト）
- 最年少部長は有能部下が利益を上げるとご褒美と称しアナル見せつけセックス。優秀な遺伝子を吸い取るド変態上司に搾精され続けた僕たち。 沙月恵奈（7月8日、MKMP-650、Million）
- 「こんなカワイイ女とめちゃくちゃハメてぇな」 芸能タレント級の清楚美少女×おじ集団6P大乱交SEX思春期マ○コをメッタ突きで子宮にガンガン精子直射で全員キンタマ空っぽになった件（7月8日、DAVK-107、同人AV倶楽部/妄想族）
- ボクのチ○ポは大盛況で女子社員がお昼休みに大行列! 2 女子だらけの会社に男は清掃員のボク1人! 昼休みは順番待ちしてまでボクのチ○ポをハメに来る女子社員で溢れかえっていて…（7月8日、HUNTC-402、Hunter）
- 全く隙の無い高圧的なメガネ優等生女子からこっそり呼び出されエッチなことをされる神展開!? 見た目からは想像つかないほどの下品な凄テクで奇跡の筆おろし…と思いきやカラダの相性バツグンで見たことない表情でイキまくり中出し性交!!（7月8日、SCOP-879、SCOOP）
- 声出したら中出し! 美少女孕ませきもだめし林間学校 3 東條なつ 倉本すみれ 虹村ゆみ 香水じゅん 沙月恵奈 柏木こなつ 春陽モカ 美園和花 弥生みづき 松本いちか 大槻ひびき（7月15日、HNDS-182、本中）
- レズビアンに囚われた女潜入捜査官 Special 女性専門売春組織編 竹内有紀 沙月恵奈 栄川乃亜（7月29日、OFES-008、ビビアン）

### アダルトVR
- 僕のチ●ポが好き過ぎる最高に都合がイイちんしゃぶフレンド 沙月恵奈（10月26日、KAVR-194、kawaii*）
- チアガールのTバック尻に即ズボッVR 元気かわいいチアの愛情あふれる顔ガン見手コキで大昇天! 沙月恵奈（11月1日、CRVR-246、CRYSTAL VR）
- 女子●生を狙った公衆トイレこじ開け強姦（11月26日、TMAVR-139、TMA）
- 一人暮らしを始めた僕の部屋へ通う姉との近親相姦性交（11月26日、TMAVR-140、TMA）
- 突然昼飲みに誘ってきたオンナ上司が実はペニス大好きの膣奥中毒 沙月恵奈（12月4日、SAVR-155、KMPVR-彩-）
- 性欲モンスターが生息する膣オナホ部屋 清純を体現した初恋の相手。似ても似つかない彼女と記憶を上書きされるほど何度も… 何度も… 交尾をしてしまい… 沙月恵奈（12月18日、SPIVR-009、SPICY VR）
- 酔ってわざと終電を逃す超あざとい後輩女子社員! 婚約者がいるボクを猫なで声でエッチに誘惑! 「絶対内緒にしますから…」 濃厚ベロキスと略奪中出しで身も心も堕ちるまで痴女ってくる…! 沙月恵奈（12月22日、PRVR-054、PREMIUM）
- 美人姉妹とその友達（美少女）誘惑密着ハーレム4Pセックス さつき芽衣 白桃はな 沙月恵奈（12月30日、URVRSP-141、unfinished）

- 風紀委員の2人から聞こえてくる淫乱ビッチな心の声に従ってイカセまくる! WテレパシーVR（3月2日、DSVR-1113、SODクリエイト）
- 顔面直浴び特化!! Vol.2 女汁まみれVR パンチラJ○たちに潮、唾、尿を顔面に直接浴びせられびしょびしょになっているのにビンビンに勃起している僕の変態チ○ポを罵倒されながら責められ何度も射精させられる! 逢見リカ 枢木あおい 沙月恵奈 岬あずさ（3月2日、DSVR-1074、SODクリエイト）
- 《領域展開 / 地面特化 × 天井特化》 究極4P密着サンドイッチセックス。3人の小悪魔ヤリマンJ●に前後左右に完全包囲されパンチラ & キス 100回以上エンドレスで射精してもやめてもらえない絶頂射精HOTEL 沙月えな × 枢木あおい × 高山すず（3月16日、DSVR-1030、SODクリエイト）
- 天井特化アングルVR ～その笑顔は天使なのか悪魔なのか～ 沙月恵奈（3月23日、VRKM-560、KMPVR）
- あなたのお宅に沙月恵奈お届け! えなちのVRでオナニーしてたらまさかのご本人様が家にやってきたッ!（3月26日、CRVR-258、CRYSTAL VR）
- 横特化VR（3月26日、VRKM-565、KMPVR）
- フェラチオ顔VR（3月31日、VRKM-571、KMPVR）
- ねぇねぇ、この子とエッチさせてあげよっか 友達を売る円光斡旋J子 12人目 えな（4月8日、ワンズファクトリー）
- いっぱい舐めてあげる（4月16日、VRKM-577、KMPVR）
- 顔特化（4月20日、VRKM-576、KMPVR）
- VRの低速ピストンにうんざりしているアナタに贈る正常位でも騎乗位でもバックでも激ピスイカせまくりVR 沙月恵奈（4月30日、AJVR-153、アリスJAPAN）
- サツキとサツキ SEXが天才すぎる姉妹 さつき芽衣 沙月恵奈（5月16日、VRKM-629、KMPVR）
- 天才! えなちVR 沙月恵奈（5月18日、VRKM-619、KMPVR）
- 【見つめられ特化】昔は懐いて可愛かったのに生意気になったJ●妹に僕のコトを好きになるラブラブ魔法光線をかけたらず～っと顔かチ○ポを見つめてくれるナマ中出し 沙月恵奈（5月20日、HNVR-090、本中）
- W小悪魔エステティシャンが脳内まで●す! 優しい癒やしボイスと凄テクで最高の射精へいざなう超密着ASMRハーレムエステ体験VR 三舩みすず 沙月恵奈（5月23日、KAVR-232、kawaii*）
- 【鼻と耳で感じるクンクンVR VOL.3】 匂いで感じる、密着セックス 沙月恵奈（6月3日、CCVR-082、ちんちんVR）
- 彼女のお姉さんのほろ酔いノーブラ誘惑に負けちゃったボク 天井特化アングル! 地面特化アングル! 真上特化アングル! 最新VR視点を全て押さえた映像画角!! バッチリ照明超キレイ動画でほろ酔いSEX100％堪能! 沙月恵奈（6月17日、WAVR-240、ワンズファクトリー）
- 天才えなちが家庭教師! 童貞君との中出しプライベートSEX 沙月恵奈（6月17日、WABB-003、Scream! VR）
- オナサポ騎乗位VR（6月18日、VRKM-659、KMPVR）
- 顔面特化アングルVR ～フェラがすっごい後輩女子社員と社内でイチャラブSEX～ 沙月恵奈（6月20日、VRKM-657、KMPVR）
- 天井特化 & 地面特化アングルVR ～どこを見ても、全方向パンチラ! 小悪魔なJ●に囲まれニヤニヤされながら、誘惑パンチラで何度も強制勃起させられるJ●リフレ～ 沙月恵奈 横宮七海（6月22日、VRKM-654、KMPVR）
- セクキャバに行ったらまさかの!?推しの地下アイドルに遭遇!! 風俗店で働いてることをバラされたくないえなちゃんは僕の言いなりになって生中出しセックスまでしちゃった件 沙月恵奈（7月1日、WVR-8006、VR総研9課）
- オナニーサポート JOI エロカワ美少女えなちの絶対命令で精子ブッコきなさい! 沙月恵奈（7月8日、WVR6D-00093、VR総研9課）
- 増殖催眠 女子会を楽しむリア充大学生を次々と肉オナホに変える洗脳ハーレム計画 倉多まお 星空もあ 沙月恵奈（7月8日、NHVR-00185、ナチュラルハイ）
- 僕には人権のない放課後クラスの小悪魔ビッチ2人組の肉バイブに任命されました ち○ぽWいじり & 女潮W直浴び & 連射強要W騎乗位中出しいぢめ体験VR 沙月恵奈 松本いちか（7月25日、HNVR-097、本中）
- オナニーの声がうるさすぎる隣室の女子大生がAVを大音量で見る僕にクレームをつけに来たので録音したオナボイス聞かせて黙らせ返り討ち中出し4発キメてちょうどチャラ 沙月恵奈（7月31日、AJVR-162、アリスJAPAN）
- 声の小さい図書委員が至近距離で囁き誘惑 ～鼓膜で恋する本返却物語～ 沙月恵奈（8月6日、VRKM-717、KMPVR）
- 元カレとのエッチな思い出を語りながら手コキで抜いてくれるありがたい彼女（8月19日、CASMANI-049、CASANOVA）
- 目と鼻の先で乳首をコリコリされたい。大好きな義姉にいとも容易く弄ばれ、何度も悶えてしまった弱小のボク 沙月恵奈（8月20日、SAVR-194、KMPVR-彩-）
- コスプレ着衣 小悪魔淫語痴女VR 結城りの 沙月恵奈（9月16日、MIVR-080、MILU VR）
- VRでも危険日直撃!! 子作りできるソープランドVR 沙月恵奈（9月22日、MTVR-038、Mr.michiru）
- 卑猥エロかわ衣装で金玉ショボショボになるまで連続抜きしてくれる超密着ハーレム風俗フルコース全4コーナー258分!! 沙月恵奈 横宮七海 琴石ゆめる 鈴音杏夏（10月4日、KAVR-253、kawaii*）
- KMP20周年記念!! ヤリマン学園★ すぐイッたらダメだからね★ ～臨時教員として採用された僕に襲いかかるエキサイティングな1ヶ月間～ さつき芽衣 沙月恵奈 天然美月 渚みつき（10月20日、SAVR-201、KMPVR-彩-）
- ココが噂のヤリマン学園 ～臨時教員として採用された僕に襲いかかる生徒たち～ 図書室でバレたらヤバいドキドキ誘惑SEX 沙月恵奈（2025年7月18日、SAVR-681、KMPVR-彩-）※上記作品の一部を抜粋し、単体リリースしたもの。
  - ココが噂のヤリマン学園 ～臨時教員として採用された僕に襲いかかる生徒たち～ 保健室で実習中に連続中出し生ハメハーレムSEX 沙月恵奈 天然みつき さつき芽衣 渚みつき（2025年7月31日、SAVR-682、KMPVR-彩-）※同じく上記作品の一部を抜粋し、単体リリースしたもの。
- パンティと美脚とお尻を眺め続けるVR（11月29日、WABB-008、Scream! VR）
- 「私があなたのセックスをサポートします!!」 セックスが下手なボクは学園性活支援部えなちの舐め搾りフェラで絶倫チンコに覚醒!! 沙月恵奈（11月30日、VRKM-809、KMPVR）
- 僕を誘惑する巨乳姉近親相姦VR（11月30日、TMAVR-180、TMA）
- 私のカラダでいっぱいヌイて全身女体を見せながらオナ指示VR（12月16日、AQUMA-006、AQUA）
- サキュバスVR 沙月恵奈（12月24日、VRKM-816、KMPVR）

- 女性用風俗でM男キャストのボクは血の通った温かい肉ディルド。ストレスの溜まったお客様に今日も抜かれまくります。 沙月恵奈（1月13日、AQULA-007、AQUA）
- トイレで失禁しながら抵抗したけど犯されてしまった美少女VR（1月31日、TMAVR-182、TMA）
- 声を我慢している君の顔（2月11日、VRKM-859、KMPVR）
- まんぐりディルドオナニー（2月17日、CASMARI-055、CASANOVA）
- 繁華街雑居ビル内にある現役J系秘密CLUBでは顔面偏差値MAXの美少女たちが絶品舐めテクで男を抜きまくり!? 夜中に営業しているオトナの文化祭に教師のボクが大潜入SPECIAL 倉本すみれ 枢木あおい 斎藤あみり 沙月恵奈 弥生みづき（2月27日、BIBIVR-098、KMPVR-bibi-）
- 純潔だと思ってた後輩にイキ告したらまさかの超絶ビッチ! お情け筆おろしセックスで鬱勃起射精した夜 沙月恵奈（3月10日、AQULA-011、AQUA）
- 射精を促す極上テクの口淫科!! 痴女ナースのW搾精フェラで金玉が枯れるまでイキまくり!! 枢木あおい 沙月恵奈（3月17日、VRKM-901、KMPVR）
- 吐息とベロで耳の中が犯される（3月25日、VRKM-921、KMPVR
- 舐めてあげるから、いっぱいシコってね♡（4月15日、VRKM-943、KMPVR
- 舌と両乳首の三点で男を攻めまくるトライアングル愛撫VR（4月30日、VRKM-968、KMPVR）
- ちゃんと我慢出来たらもっとイイコトしてあげる♪ JOI × ベロテクで焦らしと寸止めを繰り返す♪ 生意気だけどカワいすぎる幼馴染サツキの中出し射精管理 沙月恵奈（6月8日、SAVR-248、KMPVR-彩-）
- 会話一切ナシ。吐息と喘ぎ声とピストン音だけが響き渡る生々しく最高にエロい没入特化セックスVR 沙月恵奈（6月10日、KAVR-289、kawaii*）
- 私があなたのオナニーを手伝ってあげるよ♡（6月26日、VRKM-1012、KMPVR）
- 緩急自在の神テクに成す術なし 微笑み焦らしでボクを骨抜きにするスナックの欲情ママ 沙月恵奈（6月30日、VRKM-1034、KMPVR）
- 基盤あり? NS? NN!? デリヘル呼んだら交渉する間もなく超絶テクで手コキ & フェラ連続即抜き… でも絶倫チ●ポのおかげで中出し逆3Pにありつけた話。 沙月恵奈 倉本すみれ（7月2日、KAVR-299、kawaii*）
- 顔面特化 × 褒められVR 倉本すみれと沙月恵奈が精子と時の部屋で＜褒めちぎり＞＜全肯定＞最高の射精へ誘う性欲回復セラピー（7月28日、KAVR-300、kawaii*）
- 子犬に転生したら女子●生に飼われた件 沙月恵奈 花柳杏奈 有加里ののか 園田かのこ（8月31日、TMAVR-196、TMA）
- ふたなり女子のオナニーを観察するVR（9月15日、CASMANI-056、CASANOVA）
- 「お前さぁ… ヤっちまうぞ」 2人の最狂ヤンキーに目をつけられたボク ひたすら徹底服従させられる放課後中出し逆レイプ 乙アリス 沙月恵奈（10月23日、VRKM-1154、KMPVR）
- 【KMPVR全レーベル4000本記念特別版】【オナサポ特化4シチュエーション × 約5時間】私立オナサポ学園 クラスメイトが合法的に僕のオナニーをお手伝い!? パンチラに! 耳責めに! レズに! 射精管理まで!? あま～い青春をエロで彩るハーレムSP 沙月恵奈 乙アリス 柏木こなつ Nia 春凪星花 星空もあ 宮沢ちはる（10月27日、SAVR-271、KMPVR-彩-）
- 「あま～い地獄に堕としてアゲル」 焦らしに焦らされ生殺される脳トロ甘サド爆ヌキスイートルーム 沙月恵奈（11月6日、FRNVR-001、ワープエンタテインメント）
- ストレス軽減 元気回復VR ボクは今日… 同棲中の彼女の一言で救われた。えなちはボクのすべてを認めてくれる全肯定彼女。 沙月恵奈（11月25日、CRVR-316、CRYSTAL VR）
- 結婚感の違いで大喧嘩! 頭ぶつけて幼児化（嘘）した倦怠期彼女に人生初の生ハメ懇願されて危険日にヤバすぎる暴発中出し連発 沙月恵奈（12月12日、KAVR-335、kawaii*）
- 天井視点ストッキング踏みつけ＆ガンキ（12月15日、WVR00006D103、VR総研9課）
- ベロキスディルド手コキオナサポ 2（12月22日、AQUMA-00028、AQUA）

- 「ご主人様イカせちゃうネ♪」 タメ口で何度も連続で合計11発射精させるギャルメイドえなちの中出し性奉仕 沙月恵奈（1月17日、SAVR-287、KMPVR-彩-）
- VR復讐の触手【触手特化】悪質なイジメの張本人であるスクールカースト最上位の生意気クラスメイトを、手に入れた触手召喚パワーで徹底的に復讐! 凌辱!! レ●プを実行する!!! おま●こから溢れ出す大量の触手精液にニヤケが止まらない!!!!!! 沙月恵奈（1月18日、DSVR-1339、SODクリエイト）
- 本指嬢にはご注意を。キス & お触りNGの痴女ヘルス嬢を指名しなくなった結果、甘い嫉妬サドでアフター中出しまで強いられた僕。沙月恵奈（1月28日、SAVR-303、KMPVR-彩-）
- 彼女との最高のSEXのため10日間のオナ禁生活で溜めに溜めた精子は… ビキニ姿で現れた彼女のギャル姉にすべて射精させられた… 沙月恵奈（2月10日、CRVR-322、CRYSTAL VR）
- 圧倒的かわいさをひっさげて沙月恵奈ここに降臨!! 大天才!! えなちSUPERBEST（2月14日、VRKM-1261、KMPVR）※単体ベスト
- ミニスカートから覗く女子校生のプリ尻 過激なアナル見せつけ誘惑に我慢できずバックでハメ倒した! 沙月恵奈（2月24日、SAVR-322、KMPVR-彩-）
- 他人の記憶を見れるボクの追憶体験NTR 家族旅行でボクがいない間にずっと好きだった幼馴染がボクの親友と付き合ってハメまくってた夏休み 沙月恵奈（3月8日、AQUCO-032、AQUA）
- 腰のうねりがハンパない!! サークルの元後輩が僕の疲れマラでハイテンションSEX 沙月恵奈（3月16日、SAVR-335、KMPVR-彩-）
- 8K VR! 昭和・平成・令和世代すべて楽しめる煩悩風俗ビルが存在した!! 美園和花 浜崎真緒 さつき芽衣 沙月恵奈（5月17日、BIBIVR-118、KMPVR-bibi-）
- 酒に呑まれた後輩が可愛すぎてしかも巨乳で抑えきれない欲求が全開に。本性爆発の小悪魔誘惑 沙月恵奈（5月21日、SAVR-359、KMPVR-彩-）
- 君とだけ… 見つめ合っていたい。昔行けなかった幼馴染との夏祭り。あの時着れなかった浴衣を着て求めあう愛着キス性交 沙月恵奈（6月7日、VRKM-1326、KMPVR）
- MOODYZ VR7周年記念作品!! 卒業までの半年間… 美少女J○3人に告白されて迫られ続ける青春学園生活VR!! 8K高画質でキラキラしすぎの学園時代にバーチャルタイムスリップ!! 工藤ララ 沙月恵奈 横宮七海（6月7日、MDVR-245、MOODYZ）
- 地雷系 体液洗体エステ ～えな唾・えな潮・えな尿! えな汁直浴びしか勝たん!～ 沙月恵奈（6月27日、DSVR-1554、SODクリエイト）
- 人生掻き乱されるほど大胆で過激な誘惑に、自分を見失わせる超小悪魔生徒 沙月恵奈（7月1日、SAVR-404、KMPVR-彩-）
- スク水ギャル失禁調教 生意気で高飛車な一軍女子に、スク水の良さを理解らせ恥辱 沙月恵奈（7月18日、DSVR-1553、SODクリエイト）
- 甘あまトロトロ赤ちゃん返りデリヘル オギャりたくなること間違いなし!! 桁違いのホスピタリティで疲れたあなたを全肯定 癒ししてくれるえなちママ 沙月恵奈（7月20日、VRKM-1389、KMPVR）
- 猛接近限界着エロVR ～悶える淫語で猛接近! 焦らしてイカせまくる極上射精コントロール～ 沙月恵奈（9月20日、HRAV-017、ハンラシン）
- 「ギリギリ着エロVR 露出狂の女」見られて興奮、舐めて興奮、首絞め大歓迎。性欲激高ド変態小娘、爆イキ。 沙月恵奈（10月4日、HRAV-018、ハンラシン）
- 痴女上司のWデカ尻パンパン騎乗位で気が狂いそうなほど寸止め焦らしされた後の天にも昇る最高の膣中射精 沙月恵奈 水川スミレ（10月6日、KAVR-390、kawaii*）
- 残業続きのボクがフェラ好き泥酔後輩に強制連続射精させられるおしゃぶりナマ残業 沙月恵奈 弥生みづき（10月11日、SAVR-476、KMPVR-彩-）
- 【KMPVR-彩-7周年記念特別版】 聖レズ学院 貧乏の僕がテスト生として転校した先はまさかの女子校!? 百合色の匂いが充満した教室ではみんなレズ! レズ!! レズ!!! 花ざかりの男子禁制ハーレムLIFE 沙月恵奈 弥生みづき 小那海あや 皆月ひかる 須崎美羽 東雲あずさ 浜崎真緒（10月27日、SAVR-468、KMPVR-彩-）
- 僕のお姉ちゃんはよっぱらうとヌキ上戸になります 沙月恵奈（12月19日、DSVR-1652、SODクリエイト）

- 人体錬成VR 本物の妹に触れられないのならそっくりの人間を作ればいい。 沙月恵奈（1月27日、DSVR-1677、SODクリエイト）
- 高級デリ嬢をキメセクで堕とす! 自らのルックスとテクニックを自慢してくる生意気本指No.1に媚薬を仕込んで連続アクメで徹底的に追い込んでみた。 沙月恵奈（2月16日、SAVR-555、KMPVR-彩-）
- 危険日直撃!! 子作りできるメイド VR 沙月恵奈（2月26日、MTVR-051、Mr.michiru）
- 逆NTRちんしゃぶセフレ 彼女が出来て呼ばなくなったセフレ。突然家にやって来て僕の精子を一滴残さず搾り取る 沙月恵奈（3月10日、DSVR-1678、SODクリエイト）
- 沙月恵奈に沼る（3月15日、VRKM-1520、KMPVR）
- オトナの兎カフェ ＜ムラムラ肉食バニーと草食男子ちゃん＞ ハイエナのようにチ●ポに群がり骨の髄まで痴女られるハーレム逆4P 森沢かな 沙月恵奈 有村のぞみ（3月18日、KAVR-414、kawaii*）
- 職場を卑猥ポーズで異空間にする オフィス限定デリヘル 沙月恵奈（3月28日、KIWVR-761、こあらVR）
- 吸血ゾンビ化した幼馴染とのイチャラブSEX性活 沙月恵奈（4月11日、DEVR-012、DOC）
- ※注意※ 前日オナニー禁止 五反田で超人気! 極楽スローハンズ ゆっくりと亀頭責めマッサージでチンポ性能向上トレーニングしてくれる焦らし射精管理 沙月恵奈（4月16日、VRPRD-091、VRパラダイス）
- 百戦錬磨のエロカワAV女優3人によるアダルトな空気感でねっと～りスローな最強オナニーサポート 森沢かな 沙月恵奈 有村のぞみ（4月17日、KAVR-415、kawaii*）
- 被・集団性的いじめ（4月21日、DSVR-1731、SODクリエイト）
- お節介な義姉のフェラチオ夢精チ●ポ お掃除抗えない誘惑に中出し性交 沙月恵奈（4月21日、VRKM-1580、KMPVR）
- 大人のとろける接吻… 教えてあげる いつも至近距離で勉強も恋愛もSEXも教えてくれる美女家庭教師 沙月恵奈（5月4日、SAVR-631、KMPVR-彩-）
- 出張相部屋逆NTR 3泊禁欲した最終日朝起ちバレて凄フェラ・ネバスぺ・ごっくん・中出し6連射 沙月恵奈（5月7日、KIWVR-757、こあらVR）
- ボランティアサークルVR（5月16日、URVRSP-443、unfinished）
- 一生に一度のモテ期到来!! 修学旅行中、3股カノジョたちと到着から深夜まで求愛中出しを求められるボク争奪戦 沙月恵奈 皆月ひかる 柏木こなつ（6月7日、SAVR-675、KMPVR-彩-）
- 人生の大ピンチが訪れる度に何処からともなく現れる中出しチア天使のエッチな応援で多幸感に包まれながらヤリまくる無敵射精ライフ!!（6月28日、SAVR-687、KMPVR-彩-）
- アヘ顔の天才!! えなち ～マジメなシゴデキOLは、SEXするとアヘ顔でイキまくる変態上司だった件～ 沙月恵奈（7月5日、VRKM-1599、KMPVR）
- あの時助けた動物擬人化恩返し 甘えんぼ動物のにゃんにゃんばうばう発情舐めまわし SEX 沙月恵奈（7月11日、DEVR-00016、DOC）
- 同窓会で帰省した幼馴染10人が僕とお見合い大作戦! ～女だらけの田舎村で僕1人を奪い合う超ハーレム中出し大乱交～（7月13日、HNVR-158、本中）
- 8K VR! 母性全開のバブみSEX!! 沙月恵奈（7月19日、VRKM-1606、KMPVR）
- オタクに優しいギャルたちは存在したんだ!! Tバック×騎乗位で連続射精おしりハーレムがスゴすぎて… 沙月恵奈 小那海あや 宮城りえ（7月19日、SAVR-703、KMPVR-彩-）
- ≪女汗・女唾・女潮・女尿≫女汁直浴びVR テニス部J系の部活後のムレムレ体液を全身で処理させられるボク（7月29日、DSVR-1793、SODクリエイト）

### アダルト配信
- 【初撮り】【ドエロいフェラ顔】【地下アイドル】淑やかで清純さが滲み出る美尻JDが登場。経験したことのない巨根による未知の快楽に、アイドル顔を蕩けさせながら幾度も腰を痙攣させて..ネットでAV応募→AV体験撮影 1643 恵奈 19歳 大学生（9月29日、SIRO-4644、シロウトTV）
- 百戦錬磨のナンパ師のヤリ部屋で、連れ込みSEX隠し撮り 219 えな 23歳 アパレル店員  久しぶりに再会したセフレのおっぱいが大きくなってる気が…「久々に揉んでイイ?」と連れ込んだ部屋で痴態を盗撮! 白い肌を紅潮させ甘い声で鳴く!（9月30日、GANA-2567、ナンパTV）
- 【笑顔○愛嬌○ずーっと一緒にいたいオナニーの友 No1!!】 SNSで見つけたエロチャットをバイトにしているなまなまJDをガチ口説き!! 実は私… 画面越しじゃなくて生チ○ポ舐める方が好きなんですww ぐいぐいジュルジュル舌(べろ)圧がとにかく凄い!! 大絶叫でイキ果てる、満点オナニー2発射間違いなしSP!!【なま撮りJD。#04】 えな 21歳 工学部2年生 (エロチャットでバイト)（10月2日、MAAN-703、プレステージプレミアム）
- 【お口で妊娠しちゃう…】超敏感お口マ○コを触っただけでリアルマ○コがびしょ濡れになっちゃうド変態美少女と生ハメSEX!【しろうとハメ撮り＃えなち＃21歳＃ツインマ○コ ショップ店員】（10月7日、MFC-148、MOON FORCE）
- 【就活中】【可愛すぎる】えなちゃん参上! 就活学生が会社の応募でなくてAVに応募しちゃった♪』自己PRは「おっぱいとお口です♪」応募動機は「今日はたくさん求められたい」エッチ大好き就活学生が内定でなくてチ●ポを求めてきたw【卑猥なお口】【豊満なお乳】無邪気に笑みを浮かべながらのフェラにピストンするたびに揺れまくり巨乳はエロくてマジでサイコーですw 刺激を欲したカラダは感度抜群! 止めどない快楽に喘ぎ乱れるSEXを見逃すな!!（10月26日、ARA-512、ARA）
- ちゃんえみ（10月28日、　YARIB-005、ヤリマン★ビッチーズ）
- 【おじさん大好きハイテンション美乳美尻J○】おじさんのことが好きすぎて一緒にいるだけでテンション爆上がりな現役女子○生とホテルでイチャラブSEX三昧! 周りの男達から嫉妬の眼差しを受けながら、乳良し尻良し顔面良しなえなちゃんとイチャイチャ密着プールデートを堪能!からのホテルで休憩。のはずが、えなちゃんがスケベなイタズラを仕掛けてきて息子が戦闘態勢!w 完全にスイッチ入っちゃってめちゃくちゃセックスしたw J系相手に3発射! えなちゃん（10月31日、SIMM-672、しろうとまんまん）
- 「ねぇ、SEXしよっ。」 娘の友達から突然の誘惑に負けた日 ～天真爛漫な笑顔で禁断の行為を求めてくる～ 恵奈（11月4日、AKDL-147、AKNR）
- ラグジュTV 1481 恵皐月 26歳 アダルトアニメ声優  元女医、現アダルトアニメ声優という経歴を持つ知性が光る美女が初登場! その愛らしいルックスと耳を擽るような声、そして妖艶なグラマラスボディ…! 惜しげもなく魅力を晒し巨根の快楽に没頭する!（11月10日、LUXU-1486、ラグジュTV）
- <顔良しノリ良し中出し良し!> 渋谷ではしゃぐカップル発見! 聞くと千葉県から来たとの事。ギャラの話を出した瞬間二人の顔色が変わり、大喜び。「一晩で40万稼げるなら…」と軽いノリでOKをもらっちゃいました～。当日は二人が初めてHしたと言うラブホを紹介してもらい、撮影開始。最初は笑顔だった彼氏も感じる彼女を見て段々顔色が曇る。そんな彼はほっといてしっかり中出しあざすw いつきさん (22)不動産会社勤務（11月25日、NTR-037、NTR.net）
- 【ヨダレ美巨乳】【美女完全覚醒】【大乱れハメ撮り2NN】キマッテ上の口もよだれでグチョ濡れ下の口は言わずもがなマジ濡れ!! 美巨乳ゆれゆれのド淫乱本性解放の美白もち柔肌美女!! 汁まみれの生SEX2中出しの性の祭典をご覧ください!! ラブホドキュメンタリー休憩2時間 媚薬SP さつき 21歳 抱き心地最高スタイル & マインドの最高級淫エチョナ美女のヨダレもマン汁ダクダク2NN!!（11月26日、NTK-664、プレステージプレミアム）
- 【色白 × 美巨乳 × 淫乱 = 優勝エチョナ美女!!】【マジ恋メンズエス嬢フェラ】【事故スマタ生挿入!!】ジジちんガチ恋の健全メンズエステ (ヌキありww) 勤務の色気MAXの美白ボイン美女が登場!! お仕事で鍛えたハンドテクで即ボッキ!! どこで覚えた極上素股テク披露!! ほぼ故意の事故的ナマ挿入で連続搾精3連発!! ＜おじさんずラブ 024：えなちゃん＞（11月28日、NTK-666、プレステージプレミアム）
- えな（12月2日、PCYN-219、おっぱいちゃん）
- さなえ（12月13日、HIBR-013、日払いちゃん）
- ラブリーエンジェル! 沙月恵奈 vs 陰キャ童貞!!!【今回のデートコース：[サバゲー!] 千葉の僻地集合⇒サバゲーフィールド⇒BBQ⇒ホテル】女優に丸投げ! リアルドキュメント・ガチンコSEX!（12月23日、GCB-019、GOOD-BYE-CHERRYBOY）
- えな（12月24日、PCYN-219、おっぱいちゃん）
- 【配信専用】朝フェラから始まる最高の1日 理想のMorning Routine!! 2（12月30日、FCP-061、DOC）

- えな（1月4日、SRTY-004、しろうと屋）
- 【超ごっくん体質】嫌々しゃぶった汚チ●コにも関わらず、精子だけは飲み込んでしまうちんしゃぶフレンドにはうってつけのボインちゃんです。沙月さん 住宅設備機器メーカー 営業 入社2年目（1月5日、MIUM-781、プレステージプレミアム）
- エナさん（1月7日、ORE-816、俺の素人）
- えな 3（1月8日、ORE-819、俺の素人）
- えなさん 2（1月13日、OREX-352、俺の素人）
- えな（1月21日、SCUTE-1184、S-Cute）
- メルたん（1月28日、PIEN-004、ぴえんちゃん）
- えな 2（1月28日、SCUTE-1185、S-Cute）
- えなちゃん（2月2日、OREC-1007、俺の素人-Z-）
- えなちゃん 4（2月22日、OREX-350、俺の素人）
- Eちゃん（3月2日、SPAY-065、素人ペイペイ）
- えな（3月18日、WKAS-013、訳あり素人）
- えな（3月22日、STOK-018、パコられ美少女）
- えなさん 5（3月24日、OREX-351、俺の素人）
- えなちゃん（4月10日、ZOCT-060、ゾクゾクタイム）
- 【甘すぎ!! ラブラブ淫語の嵐】女子アナ級の可愛さ & ニコニコ笑顔で愛嬌満点!! 彼氏にず～っとくっついて甘え上手というか超あざとい(!!?) パン染みぐっしょりで相当スケベですね、、ヨダレだらだらねっとりフェラが超絶エロくてガチで惚れてしまう!! 騎乗位の腰使いがレベチでオッパイぷるぷる揺れまくり!! 彼氏が長距離発射する気持ちよく分かる。求めまくりの超絶倫ちゃん、必見です!!!【とあるカップルの1日 in 横浜】#010 えな 20歳 大学3年生（4月16日、LOG-010、VLog Diary）
- 【超アイドル級】最高に丁度EむちむちEカップ美少女を彼女としてレンタル! 口説き落として本来禁止のエロ行為までヤリまくった一部始終を完全REC!! 甘えたがりなアニメ声で距離感ゼロなデートにガチ惚れ必至!! ホテルに移動しての恋人ハメ撮りもリアルな「好き好きSEX」で超シコい!! 適度にムチっとエロいE乳BODYにフル勃起確実!! 観たら絶対好きになる選手権、ぶっちぎり一位のアイドル彼女で抜きまくれ!!! えなち 22歳 無職（4月17日、MIUM-818、プレステージプレミアム）
- えなこ（5月19日、INSTC-250、

いんすた）
- 1日限定Mカレ君と東京アウトドアごっくんデート 沙月恵奈[47]（5月27日、GKDT-001、J-MODEL）
- えなさん 6（5月28日、ORETD-933、俺の素人）
- えなちゃん 2（6月12日、ORECO-092、俺の素人-Z-）
- （仮）暗黒003さん（6月24日、ANKK-003、暗黒）
- えな（7月15日、KOUKAI-073、あの素人娘のエッチの仕方を公開します。）
- えなち（8月6日、AD-092、アイドリ）
- さっちゃん（8月7日、INSTC-296、いんすた）
- えなな（8月18日、FUYU-018、浮遊僧）
- えな（9月4日、SMUK-119、素人ムクムク）
- えな 2（9月16日、OPCYN-319、おっぱいちゃん）
- 超無敵えんこうせい 沙月恵奈＠ノースキンズ!（9月21日、NOSKN-014、ノースキンズ）
- エナchan（10月4日、SROM-030、素人まっちんぐ）
- 牧恵奈（10月8日、MYWIFE-602、舞ワイフ）
- えな（12月5日、HMDNC-537、ハメドリネットワーク Second Edition）
- えなちゃん（12月7日、ORE-889、俺の素人）
- えなちゃん（12月10日、ORECO-214、俺の素人-Z-）
- エナ（12月20日、HHSI-032、えちえち素人）

- えな（1月3日、SPAY-171、素人ペイペイ）
- えなえな（2月21日、PCOTTA-480、パコッター）
- えなえな 2（2月21日、PCOTTA-499、パコッター）
- えなたん（2月21日、PCOTTA-519、パコッター）
- えなたん 2（2月21日、PCOTTA-544、パコッター）
- 乱れた交友関係 上原千明 沙月恵奈（3月8日、SILKU-092、SILK LABO）※女性向け作品
- 絶頂経験のないチャットレディに中出し連発からの顔面射精!! ウブさ満点! スケベポテンシャル抜群な素人娘の初撮り映像がこれだwww きーな（3月25日、MLA-102、まんまんランド）
- さつき（3月28日、ORE-922、俺の素人）
- Eさん（4月3日、ORE-925、俺の素人）
- あなたがいない夜なんて 保志健斗 沙月恵奈（4月5日、SILKS-099、SILK LABO）※女性向け作品
- おもらしちゃん (仮)（5月11日、HAME-008、シロハメ）
- 【《淫猥プリ尻 × ドM》 マゾっ気たっぷり新人キャバ嬢】愛嬌抜群なオキニのキャバ嬢をアフターへ連れ出しホテin...♪ アルコール摂取で火照る身体に目覚めるマゾ!! スパンキング & 首●めのハードプレイに恍惚、奥まで届くおチ●ポに絶頂イグイグ連呼→『中ダメなのに…』 むりくり膣内発射!! 下着姿で2回戦突入…! 追撃ピストンに膣ナラ響かせラストは舌出し顔射待機→濃厚ザーメンぶっかけFINISH!【あまちゅあハメREC＃さな＃キャバ嬢】（5月16日、MFCS-068、MOON FORCE）
- リアルカップルの中出しSEXがモロ流出! 発育途中の身体に種付けされた制服美少女の生々しい反応が股間直撃!!（5月23日、FCT-070、黒船）
- えなぽ（5月26日、EPSB-004、E & POP素人）
- 【天才的な快感フェラテク! 涎たっぷりジュボフェラ天国!!】とびきり笑顔のプリかわ美容師がイケメン相手に求愛ご奉仕! ハリ艶完璧エロエロむっちり純白BODY! 天性のしゃぶり娘が体中を舐めまわす全身イチャペロ攻め! 抱き心地MAX、もみもみ、パンパン、何度も射精くッ射精くッ3連発!!!【なまハメT☆kTok Report.66】【さっちー】（6月3日、MAAN-875、街角シロウトナンパ）
- きーな（6月25日、MLA-102、まんまんランド）
- 【ファン喰いヤリまくりZ世代チャットレディ】働きたくない + エロ配信で楽して稼ぐイマドキなスケベガールw 小悪魔的な性格と鼻にかかる喋り方も癖になるw 見たら絶対抱きたくなるFカップマシュマロボディ!! ファン感謝祭で精子完飲★ 爆エロモードフルスロットルな至高プレイで絶頂しまくり12射精!!【訳アリZ世代.10 えなち】（6月26日、SUKE-161、SUKEKIYO）
- 『IKUNA＃4.0 』 シンセクシー界GAMANKO最狂対決! アダルトジーニアス級最強王座決定戦!「美と性技と変態の三面阿修羅天 SEXの天才」弥生みづき vs「超チートエロ舌吸精弁財天 天才の天才」沙月恵奈 いつもイキ潮まくるAVスター競演 イキ我慢対決（7月7日、VOTAN-051、BOTAN）
- れな（7月7日、SGK-126、ギャルすたグラム）
- E155ちゃん（8月4日、SHINKI-155、蜃気楼）
- エナ（8月18日、HIMEMIX-396、HimeMix）
- 女子5人組（10月1日、SMUW-010、素人ムクムク-W-）
- えなっち（10月6日、ESDX-013、E★素人DX）
- Eちゃん（10月20日、SMUL-019、素人ムクムク-礼ぷ-）
- えりなさん (子供3才)（10月20日、MAMA-001、シンママッチング）
- E.S（10月26日、HHL-075、素人ホイホイLOVER）
- 部長 & 副部長（11月12日、SMUL-021、素人ムクムク-礼ぷ-）
- あべちゃん1126（11月19日、NEKR-002、陰娘）
- えなち（11月23日、MFC-0148、MOON FORCE）
- えなちゃん（11月26日、SIMM-0672、しろうとまんまん）
- 『インキュバスsecond』前編 ～美形すぎる兄弟と巨根すぎる従弟～ 淫魔に奪われ蕩ける夜 沙月恵奈 フランクフルト林 矢野慎二 マツケン（12月1日、TLDSP-002、BOTAN）※女性向け作品
- 『インキュバスsecond』後編 ～美形すぎる兄弟と巨根すぎる従弟～ 淫魔に奪われ蕩ける夜 沙月恵奈 フランクフルト林 矢野慎二 マツケン（12月1日、TLDSP-002、BOTAN）※女性向け作品
- えな（12月9日、REIW-106、れいわしろうと）
- サツキ（12月13日、HMDNC-677、ハメドリネットワークSecondEdition）

- まき & あかり（1月12日、IKUIKU-021、イカセ素人）
- エナさん（1月18日、IMGN-056、「イマジン」）
- えな 2（2月15日、ESDX-047、E★素人DX）
- 【ゆめちゃんホリック増殖中】笑顔が可愛い過ぎるE乳ラウンジ嬢が逆ナンパ!! 禁断の寝取りドキュメント!! ガチ惚れ必至のエロ可愛い誘惑に素人メンズはなすすべ無し!! フル勃起チ◯コを生マ◯コに挿入させられて、なし崩し的に浮気セックスを決行するまでの一部始終…!!!【NTRリバース】 ゆめちゃん 24歳 ラウンジ嬢（2月25日、MIUM-965、プレステージプレミアム）
- えなち（5月22日、UINAC-010、ハメドリネットワークSecondEdition）
- Eさん（6月29日、GERK-591、ゲリラ）
- えり（9月14日、BINI-453、ビニ本本舗）
- えり 2（10月12日、BINI-456、ビニ本本舗）
- オホF85（10月28日、DOTS-032、裏垢ドットえす）
- えり 3（11月9日、BINI-461、ビニ本本舗）
- なっちゃん（11月22日、SRSY-099、しろうと乱交サークルの刃）
- なっちゃん 2（11月29日、SRSY-100、しろうと乱交サークルの刃）
- E.A（12月5日、FUYU-141、浮遊僧）
- えなちゃん（12月11日、SMUB-025、素人ムクムク-部活-
- えり 4（12月14日、BINI-465、ビニ本本舗）

- えり 5（1月11日、BINI-469、ビニ本本舗）
- さつき（1月15日、UINAC-037、ハメドリネットワークSecondEdition）
- えり 6（2月8日、BINI-473、ビニ本本舗）
- ゆき（4月13日、LADY-517、LadyHunter）
- えな & めいさ（4月13日、GINAC-009、いんすた）
- ゆき（4月13日、LADY-517、LadyHunter）
- えな（5月15日、JDG-104、ぎがdeれいん）
- えな（6月8日、GERK-645、ゲリラ）
- Sさん（7月7日、GERK-650、ゲリラ）

### イメージビデオ
- Ena smile energy（1月7日、REBD-524 (DVD)・REBDB-510 (BD)、REbecca）
- 白のワルツ 沙月恵奈（3月23日、SPRL-050 (DVD)・SPRBD-050 (BD)、Superlative）
- AV女優 沙月恵奈（10月26日、SXAR-019 (DVD)・SXAR-019B (BD)、スパークビジョン）

- 黒髪美少女は純真華憐（1月21日、LBDD-007 (DVD)・LBDD-007B (BD)、メディアアーツ）
- nudie 沙月恵奈（9月28日、MBRAB-034、スパイスビジュアル）[48]
- My Girl 沙月恵奈（12月2日、SS-073 (DVD)・SS-073B (BD)、ファインピクチャーズ）

- Bitter Sweet 沙月恵奈（12月15日、MBDD-2103 (DVD)・MBDD-2103B (BD)、メディアブランド）

### 写真集
- ENANIST 沙月恵奈写真集（2021年3月26日、ジーウォーク、撮影：吉場正和） ISBN 978-4-86717-163-9

### デジタル写真集
- Ena smile energy（3月12日、REbecca）
- FLOWER 沙月恵奈 vol.01～vol.04（7月19日、ジーウォーク、撮影：吉場正和）
- 太陽とひまわり 沙月恵奈（10月22日、プレステージ出版、撮影：C:TAKERU）※【グラビア写真集】と【ヌード写真集】（映像特典付き）の2種類あり。
- AV女優 沙月恵奈（10月22日、スパークビジョン、撮影：ケイ）

- まるみえHOTEL えな 1～7（4月7日、QH映像）
- 青春＃アオハル 沙月恵奈（4月15日、プレステージ出版、撮影：C:TAKERU）※【グラビア写真集】と【ヌード写真集】（映像特典付き、MGSブックス版とFANZA版にはそれぞれ限定カットを収録。）の2種類あり。
- 絶対的スーパーナチュラルポーズブック 沙月恵奈（7月22日、プレステージ出版、撮影：C:TAKERU）
- 絶対的透け透けテカテカポーズブック 沙月恵奈（9月2日、プレステージ出版、撮影：C:TAKERU）
- みんなあつまれ MOODYZキャンペーン2022 Special Photo Book（11月4日、FANZA BEAUTY COLLECTION）※AVメーカー「MOODYZ」出演女優32名の撮りおろし写真を収録。FANZA限定配信。
- 絶対的スポーツポーズ集 沙月恵奈（11月11日、プレステージ出版、撮影：C:TAKERU）

- LOVEPOP デラックス 沙月恵奈 001（1月13日、ラビリンス）
- My Girl デジタル写真集 沙月恵奈（1月16日、ファインピクチャーズ、撮影：SHOOTING STAR）
- LOVEPOP デラックス 沙月恵奈 002（3月3日、ラビリンス）
- LOVEPOP デラックス 沙月恵奈 003（5月3日、ラビリンス）
- LOVEPOP デラックス 沙月恵奈 004（5月19日、ラビリンス）
- LOVEPOP デラックス 沙月恵奈 005（5月26日、ラビリンス）
- 全裸おみこしワッショーイ! 2023（7月21日、小学館、撮影：カノウリョウマ）
- みんなあつまれ MOODYZキャンペーン2023 ホームランフォトブック（11月17日、FANZA BEAUTY COLLECTION）※キャンペーンガール8名によるデジタル写真集。FANZA限定配信。
- Bitter Sweet-no1（12月16日、メディアブランド）
- Bitter Sweet-no2（12月16日、メディアブランド）

- DokkiriQueen 沙月恵奈（10月1日、シーガル）
- 絶対的プロレス技ポーズブック 優梨まいな / 沙月恵奈（11月22日、プレステージ出版、撮影：潤）

- DokkiriQueen 沙月恵奈 B（1月23日、シーガル）
- 絶対的バラエティポーズブック 沙月恵奈（3月14日、プレステージ出版、撮影：潤）

## 製品

### アダルトグッズ
オナホール
- 日本の名器 沙月恵奈（2022年12月9日、SSI JAPAN）
- KMPホール 沙月恵奈（2024年12月27日、YURA）
- YUIRA JAPANホール 沙月恵奈（2025年8月1日、YURA）

ローション
- 日本のローション 沙月恵奈 180ml（2024年12月12日、ワイルドワン）

## 出演

### インターネット配信
- YouTubeチャンネル「FALENO Official Channel 聖ファレノ女学院」（2020年9月24日 - 2021年8月・2025年7月4日 - 、YouTube）
- YouTubeチャンネル「夕刊フジ チャンネル」（2020年10月24・31日・11月7・8日、YouTube）
- ロンドンハーツABEMA特別編（2022年5月31日、ABEMA）アンケート協力[49]
- リアル脱衣麻雀（刺激ストロングチャンネル）
- えなとーく（2024年10月11日、DMMオンラインサロン・エンタちゃん放送局）
- あやかし討滅伝コウガイガー 天魔党編（2023年9月22日 - 10月13日、ギガ特撮チャンネル）- ユウナ 役

### テレビ
- LINXカフェ第四夜（2022年3月16日、エンタ!959）[50]

### ラジオ
- ラジオのアナ〜ラジアナ/深夜3時のヒロイン（2023年2月16日、2月23日、FM NACK5）

### オリジナルビデオ
- 夜王烈伝2 打倒No.1への道（2024年12月27日、ネクスタシーEX、シネマファスト）※レンタルのみ[51]
- 夜王烈伝3 眠らない街を制覇せよ（2025年3月5日、ネクスタシーEX、シネマファスト）※レンタルのみ[52]

### 舞台
- GIGA スーパーヒロインライブ Vol.9（2023年7月1日、東京・from scratch）‐ レッドフェニックス 役[53]
- GIGAスーパーヒロインライブvol.17（2024年5月11日、東京・from scratch）- コスプレイダーゼロ/セーラーメリウス 役[54][55]

### イベント
- ケイ・エム・プロデュース設立20周年記念イベント「真心こめて… ふれあいの大感謝デー」（2023年3月10日、東京・代々木LODGE）[56]
- 沙月恵奈と麻雀打ちながら飲んでしゃべる会（2025年5月11日、レフカダ新宿）[57]

### 雑誌
- 月刊FANZA 2022年7月号（ジーオーティー）- インタビュー「人気女優NOW!」